# المسيحية في أوكرانيا

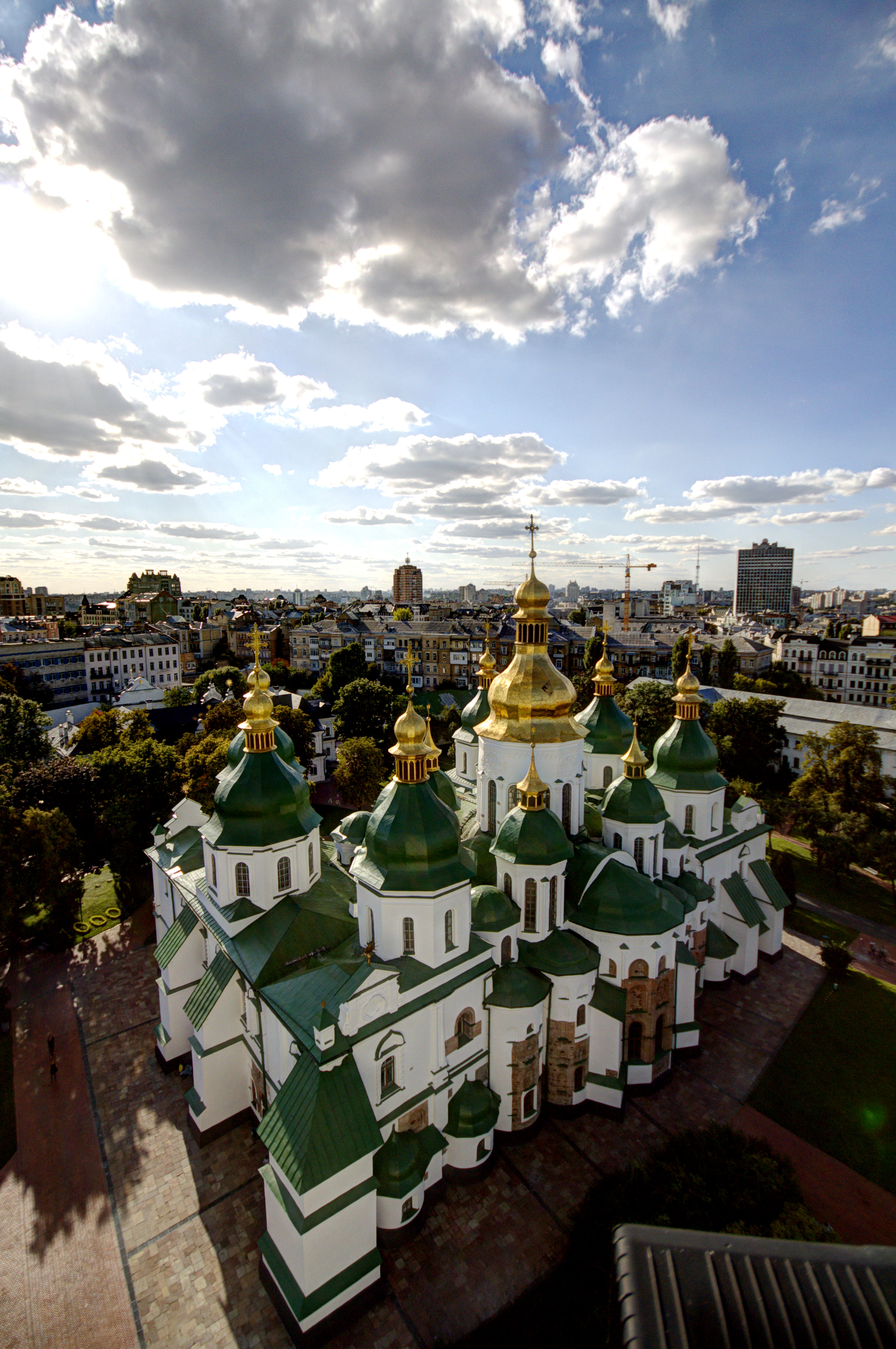
كاتدرائية القديسة صوفيا في كييف، من مواقع التراث العالمي لليونسكو.

تُشكل المسيحية في أوكرانيا أكثر الديانات انتشاراً بين السكان، إذ بلغت نسبة معتنقيه بين 83.8% حسب دراسة مركز بيو للأبحاث لعام 2010 إلى 91.5% حسب احصائيات كتاب حقائق العالم لعام 2011. وتأتي الأرثوذكسية الشرقية في مقدمة الطوائف المسيحية، والتي تنقسم حاليًا بين هيئات كنسية ثلاث: الكنيسة الأرثوذكسية الأوكرانية - بطريركية كييف، والكنيسة الأرثوذكسية الأوكرانية كهيئة كنسية مستقلة تحت بطريرك موسكو، الكنيسة الأرثوذكسية الأوكرانية المستقلة. تُعد الكنيسة الأرثوذكسية الأوكرانية الكنيسة الوطنية للشعب الأوكراني.
وفقًا لدراسة قام بها مركز رازومكوف عام 2018، حوالي 87.4% من سكان أوكرانيا مسيحيين. وتأتي الكنيسة الأرثوذكسية الشرقية في مقدمة الطوائف المسيحية مع حوالي 67.3% من مجمل السكان (28.7% ينضون تحت الكنيسة الأرثوذكسية الأوكرانية - بطريركية كييف، 23.4% فقط أرثوذكس، 12.8% يتبعون الكنيسة الأرثوذكسية الأوكرانية - بطريركية موسكو، و0.3% يتبعون الكنيسة الأرثوذكسية الأوكرانية المستقلة)؛ وحوالي 7.7% من الأوكرانيين هم مسيحيين بلا طائفة. ويشكل أتباع الكنيسة الأوكرانية الكاثوليكية حوالي 9.4%، يليهم كل من البروتستانت مع حوالي 2.2% والرومان الكاثوليك مع حوالي 0.8%.
اعتبارًا من عام 2016، تعد المسيحيَّة قوية بشكل خاص في المناطق الأوكرانية الغربية، حيث يعيش معظم الكاثوليك الشرقيين إلى جانب السكان الأرثوذكس. وفي المناطق الوسطى والجنوبية والشرقية يُشّكل المسيحيون نسبة أقل بالمقارنة مع نسبتهم على مستوى أوكرانيا، ولا سيَّما في منطقة دونباس الواقعة في أقصى شرق البلاد.

## تاريخ

### العصور المبكرة

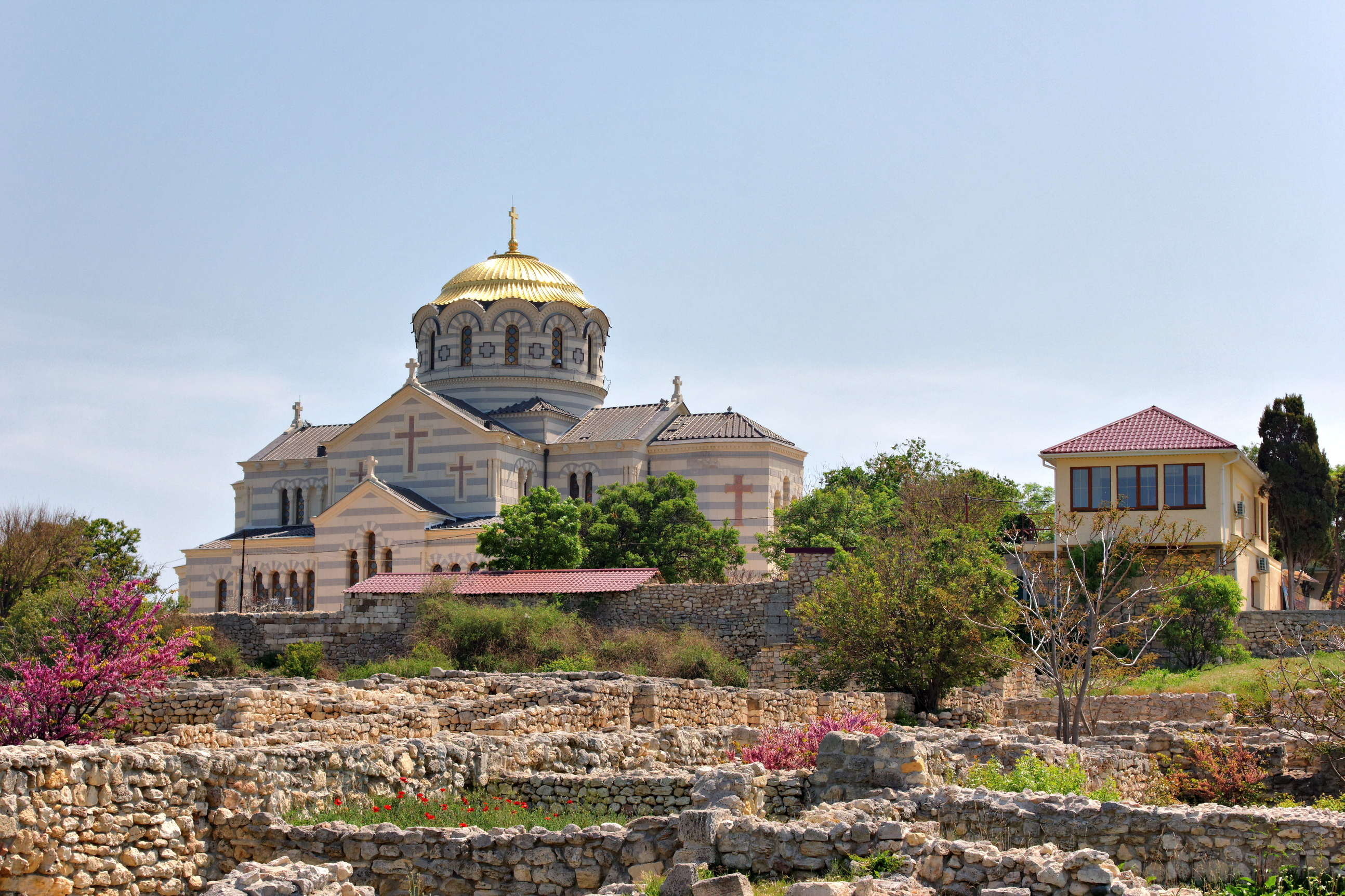
أطلال تاوريس خيرسون في القرم، بحسب التقاليد الأرثوذكسية تعتبر شبه جزيرة القرم مهد المسيحيّة السلافيَّة.

دخلت المسيحية على الأرجح لأول مرة في الأراضي الأوكرانيَّة الحاليَّة من قبل القوط، وأنشأ القوط ثقافة تشيرنياخوف في القرن الثاني. وعلى الرغم من أنه لم يكن شعبًا مسيحيا بالكامل، فإن القوط الشرقيين القادمين كانوا على علاقة متينة مع المراكز المسيحية مثل روما، وقد جاءوا عبر المبشرين في الأراضي التي كانوا يسكنونها سابقًا؛ ولذلك يعتقد أنَّ السكان القوطيين من الأيوم كانوا من المسيحيين، كما أنشأ السكان العديد من الكنائس في الأراضي الأخرى التي احتلها القوط. ومع ذلك، فإن السيطرة القوطية على المنطقة أثبتت أنها قصيرة الأجل، حيث اجتاحت الإمبراطورية الهونية المنطقة في القرن الرابع، وقد اقترح المتروبوليت إيلاريون إيفان أوهينكو وغيرهم من العلماء أن الممارسات الدينية التريبيلية والسكيثية السابقة، والنظرية الالواحديَّة، أثرَّت على تطور المسيحية في وقت لاحق في أوكرانيا.
حسب التقاليد المسيحية يعتقد أنَّ القديس أندراوس قد سافر إلى الشواطئ الغربية للبحر الأسود، إلى منطقة جنوب أوكرانيا الحالية، وقام بالوعظ في أراضي سيثيا. تقول الأسطورة أن أندراوس سافر إلى أبعد من ذلك، حتى نهر الدنيبر في موقع كييف الحالية في عام 55م، حيث أقام صليب وتنبأ بتأسيس مدينة مسيحية كبيرة. أصبح الاعتقاد في الزيارة التبشيرية للقديس أندراوس منتشرًا في العصور الوسطى، وبحلول عام 1621، كان المجمع الكنسي قد أعلن عنه «رسولًا». بحسب التقاليد رافق مع القديس أندراوس تلميذه تيطس وهو شخصية مبجلَّة أيضا في الكنائس الأوكرانية.
وفقًا لتقاليد القرن التاسع، نُفي البابا كليمنت الأول إلى تاوريس خيرسون في شبه جزيرة القرم في عام 102، كما نفي أيضًا البابا ثيودور الأول في عام 655. وعلاوة على ذلك حضر ممثل من البحر الأسود «رئيس الأسقفية الأسكيثية» في مجمع نيقية في عام 325، وكذلك في مجمع القسطنطينية الأول في عام 381؛ وأقام القوط الغربيون، الذين بقوا في الأراضي الأوكرانية الحالية بعد غزو الهون، حاضرة تحت سلطة أسقف القسطنطينية في دوروس في شمال شبه جزيرة القرم في عام 400. بحسب تقليد الكنيسة اجتاز الأخوة كيرلس وميثوديوس أراضي أوكرانيا خلال طريقهم إلى وعظ الخزر، وأعتمدت الكنيسة الأوكرانيَّة السلافونية الكنسية القديمة وهي أول لغة سلافية أدبية، وتطورت بحلول القرن التاسع عشر حين جاء المبشرون الإغريق البيزنطيون مثل كيرلس وميثوديوس اللذين يُنسب إليهما توحيد معايير اللغة واستخدامها لترجمة الكتاب المقدس وغيرها من النصوص الكنسية الإغريقية القديمة باعتبارها جزءًا من تنصير السلاف، كما قاموا بترجمة الكتب المسيحية وخدمة الليتورجيات من اليونانية إلى السلافية، وقد لعبت تلك اللغة دورًا هامًا على مدار تاريخ اللغات السلافية ومثلت أساسًا ونموذجًا لتقاليد السلافونية الكنسية.

### العصور الوسطى

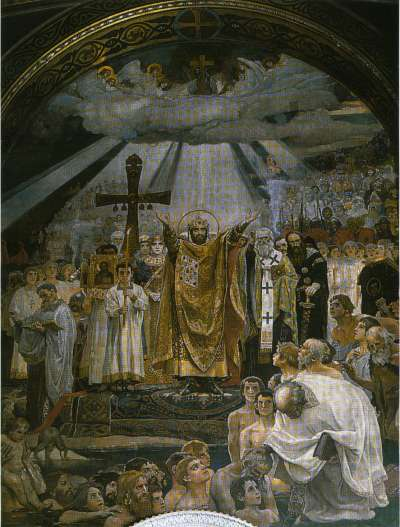
لوحة معمودية كيفانس، بريشة فيكتور فاسنستوف.

بحلول القرن التاسع قبل معظم السكان السلاف في غرب أوكرانيا المسيحية في ظل حكم مورافيا العظمى. ومع ذلك كان السلاف الشرقيين الذين جاءوا للسيطرة على معظم أراضي أوكرانيا الحالية، بدءًا من حكم شعب الروس من الوثنيين. بعد الهجوم في عام 860 على مدينة القسطنطينية من قبل قوات روس تحت قيادة أسكولد ودير، تم تعميد الأميرين في تلك المدينة. وبعد عودتهم إلى كييف، دافع الاثنان عن المسيحية لمدة عشرين عامًا، حتى قتلهما الأمير الوثني أوليغ النبوي خلال التنافس بين الأمراء لعرش كييف. وأستقَدم البطريرك فوتيوس أسقف وكهنة من القسطنطينية للمساعدة في تنصير السلاف. بحلول عام 900 تم تأسيس كنيسة سانت إيليا في كييف، على غرار كنيسة تحمل نفس الاسم في القسطنطينية. هذا القبول التدريجي للمسيحية هو الأكثر وضوحًا في المعاهدة الروسية البيزنطية من عام 945، التي تم التوقيع عليها من قِبل كل من روس «المعمدين» و«غير المعمدين».
خلال القرنين العاشر والحادي عشر، أصبحت الدولة الأكبر والأقوى في أوروبا. في القرون التالية، وضعت الأساس للهوية الوطنية للأوكرانيين والروس، وأصبحت كييف عاصمة أوكرانيا الحديثة، المدينة الأكثر أهمية في البلاد. وفقًا للروايات الأولية، فإن نخبة الروس تألفت من الفارنجيين والإسكندنافيين. اعتنقت الأميرة أولغا المسيحية في عام 955، وتعمدَّت في القسطنطينية وحملت اسم «يلينا» المسيحي، حين كانت وصية على العرش سنة 957. وأدخل فلاديمير الأول المسيحية إلى كييف روس والذي جعل إمارته أمة مسيحية جديدة تتبع الطائفة الأرثوذكسية. وتعمد فلاديمير الأول في كييف العاصمة وقتها وكان باسيليوس الثاني الإمبراطور البيزنطي عرّابه. وبعدها أصبحت الأرثوذكسية هي الديانة الرسمية لروسيا منذ عام 989 أو 990. وفقاً لتوماس كندريك بما أن هدف فلاديمير من التحول كان سياسياً واقتصادياً أيضاً، لم يتم ترك خيار للسكان وتم أمرهم بالتحول للمسيحية كذلك، وتطلب الأمر استخدام القوة في نوفجورود. تعمد سكان كييف في معمودية جماعية بنهر الدنيبر على يد الكهنة اليونانيين الذين رافقوا الأميرة حنة أخت الإمبراطور والتي أصبحت زوجة فلاديمير فيما بعد. أمر فلاديمير بإلقاء الأصنام في نهر دنيبر بعد قمع المقاومة المحلية.
بدأ العصر الذهبي لروس كييف مع عهد فلاديمير الكبير (980-1015)، الذي حول الروس تجاه المسيحية البيزنطية. شكلّ فلاديمير الأول بعد تحوله إلى المسيحية مجلساً كبيراً مكون من أبنائه وعين 12 من أبنائه حكاماً على إمارات رعاياه. وفقًا للوقائع الأولية، أسس مدينة بيلغورود في عام 991. وفي عام 992، قام بحملة ضد الكروات، وعلى الأرجح الكروات البيض الذين عاشوا على الحدود مع أوكرانيا الحديثة. تم قطع هذه الحملة عن طريق هجمات شعب البجناك على كييف وحولها. خلال فترة حكمه المسيحي، عاش فلاديمير الأول تعاليم الإنجيل من خلال الأعمال الخيرية. حيث كان يُوزع الطعام والشراب على الأقل حظاً، وبذل جهداً للوصول إلى الأشخاص الذين لم يتمكنوا من الوصول إليه. واستند عمله إلى الدافع لمساعدة جيرانه من خلال تقاسم عبء حمل صليبهم. أسس العديد من الكنائس، بما في ذلك كنيسة العشور في عام 989، وأنشأ المدارس، وقام بحماية الفقراء وأدخل المحاكم الكنسية. وكان يعيش في الغالب في سلام مع جيرانه، وتوغلات شعب البجناك وحدها كانت تقلق هدوئه. في عهد ابنه، ياروسلاف الحكيم (1019-1054)، وصلت روس كييف ذروة تطورها الثقافي وقوتها العسكرية. أعقب ذلك تفكك الدولة بسبب صعود القوى الإقليمية من جديد. نهضت البلاد من جديد في ظل حكم فلاديمير مونوماخ  (1113-1125) وابنه مستيسلاف (1125-1132)، لكنها تفككت في نهاية المطاف إلى إمارات مستقلة في أعقاب وفاة مستيسلاف.
بعد الانشقاق العظيم في عام 1054، ضمت خقانات روس بعض من مناطق أوكرانيا الحديثة إلى الجانب البيزنطي والأرثوذكسي الشرقي من العالم المسيحي المقسم. في وقت مبكر كان كرسي المتروبوليتان للمسيحيين الأرثوذكس في بيرياسلاف، وبعد ذلك انتقل إلى كييف. فقد شعب كييف مدينته إلى فلاديمير سوزدال في عام 1299، واكتسب متروبوليتان جديدة في هاليتش في عام 1303. كما حُكمت الشؤون الدينية جزئيًا من قِبل متروبوليتان في نافاروداك (بيلاروس الحالية).

### الهيمنة الخارجية
شكل اتحاد لوبلين عام 1569 الكومنولث البولندي الليتواني، حيث انتقلت أجزاء كبيرة من الأراضي الأوكرانيَّة من حكم ليتوانيا إلى الإدارة البولندية، وبالتالي نُقلت إلى التاج البولندي. وتحت الضغط الثقافي والسياسي لتحويل الطبقة العليا إلى الثقافة البولندية، تحول العديدون من الطبقة العليا من روثينيا البولندية (اسم آخر لبلاد الروس) إلى الكاثوليكية بحيث لا يمكن تمييزهم عن النبلاء البولنديين. وهكذا فإن عامة الناس المحرومون من حماة وطنهم من بين طبقة النبلاء الروس، تحولوا للقوزاق الذين حافظوا على مذهبهم الأرثوذكسي الشرقي بشدة في جميع الأوقات، وكانوا يميلون إلى اللجوء إلى العنف ضد أولئك الذين يعتبرونهم أعداء، ولا سيما الدولة البولندية وممثليها. في منتصف القرن السابع عشر، أسس قوزاق دنيبر دولة شبه عسكرية، زابوريزهيان سيخ، بمشاركة من الفلاحين الروثينيين الفارين من العبودية البولندية. لم تمتلك بولندا سيطرة تذكر على هذه الأرض، لكنها وجدت في القوزاق قوة قتالية مفيدة ضد الأتراك والتتار، حيث تعاونوا معهم أحياناً في الحملات العسكرية. ومع ذلك فإن استمرار استعباد الفلاحين من قبل النبلاء البولنديين معززًا باستغلال الكومنولث الشديد للقوة العاملة، والأهم من ذلك، قمع الكنيسة الأرثوذكسية، أسهم ذلك كله في دفع ولاء القوزاق بعيدا عن بولندا.
أتبعت الكومنولث البولندي الليتواني مستوى عال من التنوع الثقافي والعرقي وتسامح ديني لا مثيل له في أوروبا المسيحية، وتحولت عدد من المدن الأوكرانيَّة في الكومنولث البولندي الليتواني وعلى رأسها لفيف إلى عواصم ثقافية، التي أخذت بشكل خاص طابع الجامعات والمستشفيات والنوادي الثقافية؛ وتطورت تحت قيادة ملوك الكومنولث البولندي الليتواني والكنيسة الكاثوليكية أيضًا مختلف أنواع العلوم خصوصًا الفلك، والرياضيات، والتأثيل، والفلسفة، والبلاغة، والطب، والتشريح. وعرف اليسوعيين بعملهم التعليمي والأكاديمي، وفي عام 1661 أسس اليسوعيين جامعة لفيف وهي أقدم جامعة في أوكرانيا، وتأسست الجامعة بدعم من الملك يان الثاني، ذكر أن جامعة لفيف كانت مركز ثقافي ونخوبي للكنيسة الأوكرانية الكاثوليكية خلال حقبة ملكية هابسبورغ.

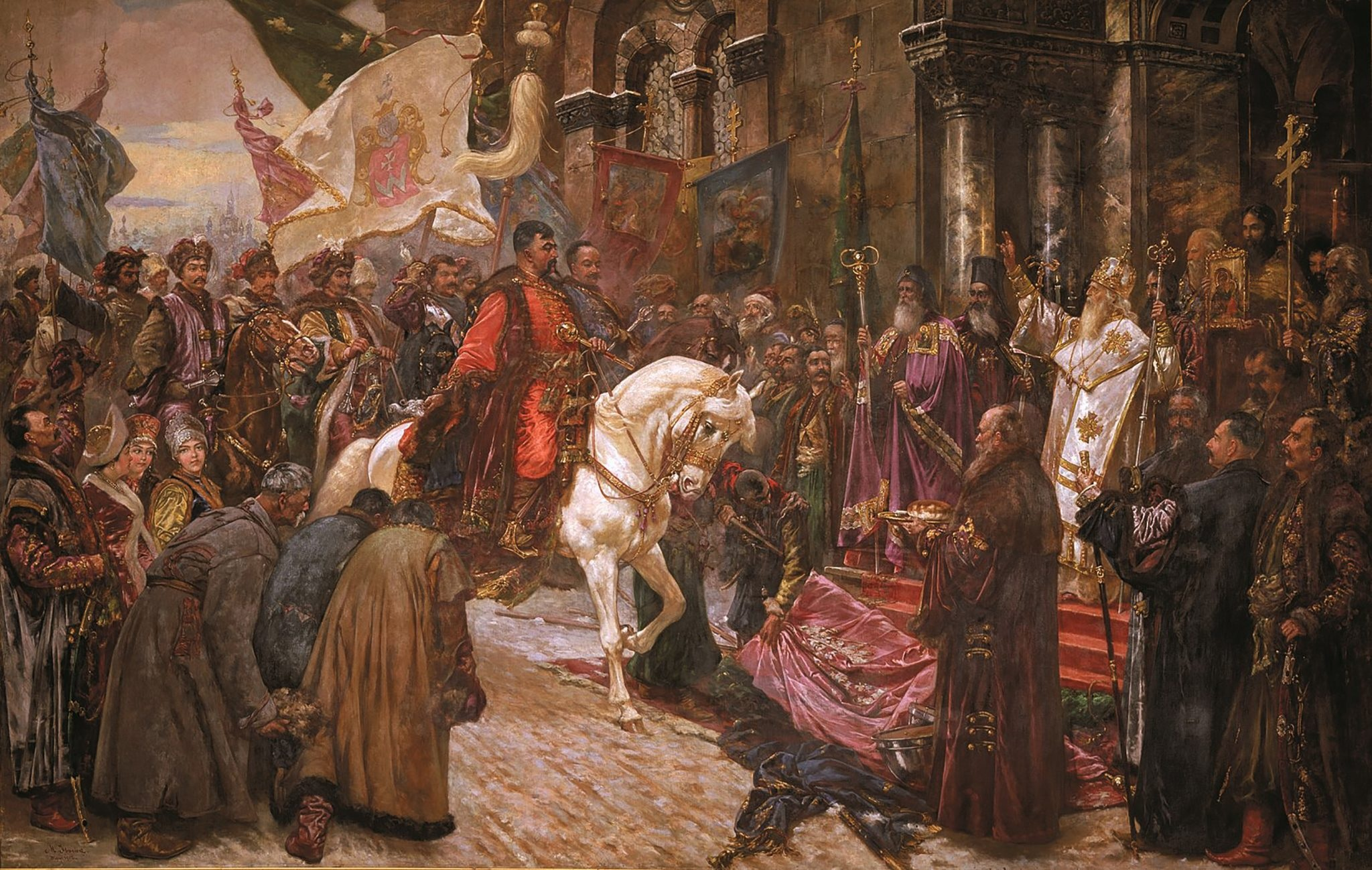
لوحة تصور دخول بوهدان خمل نيتس كيي لمدينة كييف.

كان طموح الفلاحين الأرثوذكس أن يكون لهم تمثيل في المجلس البولندي، والاعتراف بالتقاليد الأرثوذكسية، والتوسع التدريجي في تسجيل القوزاق. رفضت الطبقة الحاكمة البولندية بشدة كلاً من هذه المطالب، فتحول القوزاق في نهاية المطاف لحماية روسيا الأرثوذكسية، وهو قرار دفع بعد ذلك باتجاه سقوط الدولة البولندية الليتوانية  والحفاظ على الكنيسة الأرثوذكسية في أوكرانيا. في عام 1648 قاد بوهدان خمل نيتس كيي أكبر انتفاضات القوزاق ضد الكومنولث البولندي الليتواني والملك البولندي يان الثاني كازيمير. وقد تحولت انتفاضة شميلنكي إلى حرب تحرير تحت قيادة هاتمان بوهدان خمل نيتس كيي من الأقطاع الأستطاني البولندي ومن النبلاء البولنديين الكاثوليك ومن نقوذ الكنيسة الكاثوليكية والوكلاء اليهود الذي قاوموا بدور وكلاء ماليين محل حماية القوات العسكرية البولندية مما أدى إلى سخط وغضب جماهير الفلاحين الأرثوذكس من المحليين. في نهاية المطاف، ألحقت الضفة اليسرى من أوكرانيا بروسيا الموسكوفية باسم هتمانات القوزاق، بعد معاهدة بيرياسلاف 1654 وأعقب ذلك الحرب الروسية البولندية. بعد تقسيم بولندا في نهاية القرن الثامن عشر من قبل بروسيا ونمسا هابسبورغ وروسيا، خضعت غاليسيا الأوكرانية الغربية للنمسا، بينما ضم ما تبقى من أوكرانيا تدريجيًا إلى الإمبراطورية الروسية.
امتلك الليتوانيون والبولنديون عقارات واسعة في أوكرانيا، وفرضوا القانون بأنفسهم. أتبعت كل من بولندا وليتوانيا المذهب الروماني الكاثوليكي، وحاولوا مع نجاحات محدودة تحويل طبقة النبلاء الأرثوذكس للمذهب الكاثوليكي. في 1596، أقام هؤلاء النبلاء الكنيسة الأوكرانية الكاثوليكية وهي كنيسة شرقية وكاثوليكية وشبه وطنية؛ تعتبر الكنيسة أيضًا من دوحة التراث البيزنطي تاريخيًا وطقسيًا وثقافيًا، أما إيمانيًا فهي جزء من الكنيسة الكاثوليكية التي تقرّ بسيادة البابا، ولا تزال هذه الكنيسة مهيمنة على غرب أوكرانيا حتى يومنا هذا. لم تحل النزاعات بين الكاثوليك الشرقيين والأرثوذكس أبدًا، وأدت التفرقة الدينية إلى ترك الفلاحين الأوكرانيين الأرثوذكس بلا قيادة، حيث ترددوا في اتباع النبلاء الأوكرانيين.
اندلعت في عام 1768 انتفاضة أوكرانية قادها القوزاق دعيت كولييفششينا في المنطقة الحدودية الأوكرانية التابعة للكومنويلث البولندي الليتواني، حيث كانت العوامل العرقية سبباً رئيسيًا لأعمال العنف التي راح ضحيتها عشرات الآلاف من البولنديين واليهود. كما اندلعت الحرب الدينية بين المجموعات الأوكرانية. تصاعد النزاع بين الكاثوليك الشرقيين والأرثوذكس بالإضافة إلى تعزيز الحدود الروسية البولندية على نهر الدنيبر في عهد كاثرين الثانية، كل ذلك هيأ الساحة للانفجار. أصبحت ممارسات الكاثوليك الشرقيين أقرب إلى الكنيسة الرومانية الكاثوليكية بينما اقتربت الأرثوذكسية في هذه المنطقة إلى حد الاعتماد على الكنيسة الروسية الأرثوذكسية. كما انعكس التوتر الطائفي أيضًا على الولاءات السياسية البولندية والروسية.
عقب تقسيم بولندا مُنحت معظم الأراضي الأوكرانية والأراضي البيلاروسية إلى الإمبراطورية الروسية، وقد واصلت الكنيسة الأوكرانية الكاثوليكية المتحدة العمل في الأراضي الأوكرانية الواقعة تحت سيطرة الإمبراطورية الروسية حتى عام 1875، عندما تم إلغاء أبرشية شيلم. وقد عزي طول بقاء الكنيسة المتحدة لفترة طويلة في شيلم إلى حقيقة أنها خضعت للسيطرة الروسية في وقت لاحق بالمقارنة مع المناطق الأوكرانيَّة الأخرى وذلك في عام 1809، وتحول كاثوليك تشيلم إلى الأرثوذكسية مع مقاومة قوية من قبل الكهنة من العرقية الأوكرانية، وتم إنجاز ذلك إلى حد كبير من خلال جهود الشرطة الروسية والقوزاق، وقام الكهنة الروسوفيليين من غاليسيا الشرقية. وكان الغزو المغولي لروسيا في عام 1230 قد أدَّى إلى تغييرات في المشهد الديني في جزيرة القرم، حيث أصبح الإسلام دين القبيلة الذهبية في أوائل القرن الرابع عشر. وكان أغلبية سكان خانية القرم من تتار القرم إلى جانب مجتمعات مسيحية مثل الأرمن المونوثيليتين والإغريق الأرثوذكس والطليان الكاثوليك إلى جانب أقلية يهودية من القريميين. ضمت شركيسيا منذ العصور الوسطى على مجتمع صغير من المُسلمين، ولكن الأسلمة على نطاق واسع حدثت بعد 1717، عندما أمر السلطان مراد الرابع خان القرم بنشر الإسلام بين الشركس، وقد نجح العثمانيين وخانات القرم في تحويل بعض أعضاء الطبقة الأرستقراطية الشركسية إلى الإسلام. ومع ذلك، على الرغم من جهود العثمانيين وعملائهم من القرم والشركس، بقيت جماهير الشعب الشركسي مسيحية ووثنية، حتى أجبر الغزو الروسي الغالبية منهم على التحول من أجل توطيد التحالفات الدفاعية مع الدولة العثمانية وخانية القرم لحماية استقلالهم. وتمسكت قبيلة ناتخواج الشركسية بالديانة المسيحية بثبات، وكانت آخر القبائل الشركسية التي دخلت الدين الإسلامي. مع ضم الإمبراطورية الروسية ستاري قرم عام 1783 إلى نفوذها، عادت المسيحية في شبه الجزيرة وأضحت دين الغالبية من السكان مرة أخرى. وقد شجعت السلطات الروسيَّة حركات استيطان المسيحيين الأرثوذكس للجزيرة، ولا سيمَّا الأوكرانيين والروس والصرب. وقد تم إنشاء رعايا أرثوذكسية جديدة، وتم بناء الكاتدرائيات التي تظهر بعض من أبرز الأمثلة على العمارة الروسية في أواخر القرن التاسع عشر في المدن الكبيرة مثل أوديسا وسيفاستوبول.
على الرغم من أنه عقب تقسيم بولندا مُنحت معظم الأراضي الروثينية إلى الإمبراطورية الروسية، الأ أنَّ مملكة غاليسيا وقعت (والتي تشكل لفيف الحديثة، وإيفانو فرانكيفسك أوبلاست وأجزاء من تيرنوبل أوبلاست) تحت سيطرة الإمبراطورية النمساوية المجرية. وعلى غرار الوضع في أراضي الإمبراطورية الروسية، كان الفلاحون الروثينيين (الأوكرانيين) متحدين إلى حد كبير تحت السيطرة الكنيسة الكاثوليكية البولندية. ومنح النمساويون امتيازات قانونية متساوية للكنيسة الأوكرانيَّة الكاثوليكيَّة المتحدة وحاولوا الحد من النفوذ البولندي. وشكل إكليروس الكنيسة الأوكرانيَّة الكاثوليكية طبقة كهنوتية وراثية متماسكة وأُعتبروا على رأس الطبقات الاجتماعية التي سادت المجتمع الأوكراني الغربي من القرن الثامن عشر حتى عشية منتصف القرن العشرين، وذلك في أعقاب الإصلاحات التي قام بها جوزيف الثاني، إمبراطور النمسا. تسمح الكنيسة الأوكرانية الكاثوليكية على غرار الكنائس الكاثوليكية الشرقية بزواج الكهنة، شرط أن يتم قبل نيل السر، قاد ذلك إلى إقامة «سلالات كهنوتية»، والذي ارتبط في كثير من الأحيان مع مناطق محددة ولأجيال عديدة. تراوحت أعدد الأسر الكهنوتية في القرن التاسع عشر بين 2,000 إلى 2,500 أسرة، حيث مالت الأسر الكهنوتية غالبًا للزواج من داخل جماعتهم، وشكلّت مجموعة متماسكة وراثية. وكانت طبقة اكليروس أوكرانيا الغربية أشبة بطبقة النبلاء، وكانت تتمتع بمستوى ثقافيًا عاليًا وناشطة سياسيًا، وتمتعت باحتكار شبه كامل على التعليم والثروة داخل المجتمع الأوكراني الغربي، حيث كانت طبقة رجال الدين الأوكراني الغربي الطبقة الأرستقراطية الرئيسية في البلاد.

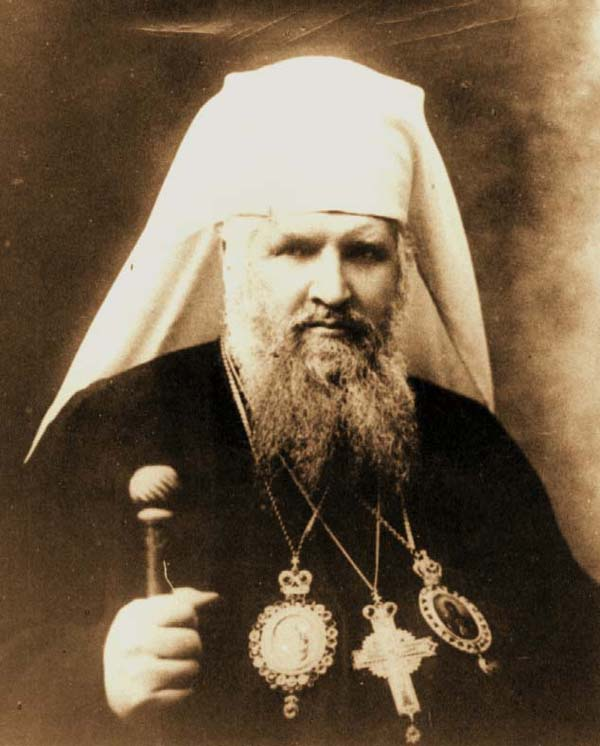
أندريه شيبتيسكي وهو من أعضاء إكليروس الكنيسة الأوكرانيَّة الكاثوليكية، ويعتبر من الشخصيات الأكثر تأثيرًا في أوكرانيا في القرن العشرين.

اعتمد اكليروس أوكرانيا الغربية على ملامح ثقافية وحضارية نمساوية، كما وادخلوا النهضة والثقافة والتعليم إلى الريف الأوكراني. ظهرت في معظم أنحاء أوكرانيا حركات اجتماعية وسياسية تأثرت بشدة من قبل رجال الدين أنفسهم أو عن طريق أبنائهم. وشارك عدد كبير من الكهنة في نشر معرفة القراءة والكتابة في أوكرانيا الغربية، وقد نشرت قواعد اللغة الأوكرانية الغربية أولًا من من قبل الكاهن غوته وشيلر الذي ترجم الإنجيل. ولعبت أيضًا زوجات وبنات الكهنة أدورًا هامة في رفع المستوى التعليمي لدى المرأة في مجتمعات أوكرانيا الغربية. وكان هذا التأثير كبيرًا لدرجة أن أتُهموا في الرغبة في إنشاء حكومة ثيوقراطية في أوكرانيا الغربية من قبل منافسيهم البولنديين. ضعف الدور المركزي الذي إضطلع به رجال الدين وأبناؤهم في المجتمع الأوكراني الغربي إلى حد ما في نهاية القرن التاسع عشر ولكنه استمر حتى سيطرة الاتحاد السوفياتي في القرن العشرين. وكان دور رجال الدين لها تأثير عميق على الحركة الوطنية الأوكرانية. وعلى النقيض من المثقفين البولنديين، التي تستمد إلى حد كبير من انخفاض النبلاء فالمثقفين والنخبة الفكريّة في أوكرانيا الغربية كانت مُشّكَلة إلى حد كبير من رجال الدين. اتصل اكليروس أوكرانيا الغربية واحتك بالحضارة الغربية إذ درس عدد كبير منهم في جامعات فيينا، وعقب رجوعهم لأوكرانيا أسسوا المدارس ونشروا المعرفة.
خلال القرن التاسع عشر كان هناك صراع داخل الكنيسة الأوكرانية الكاثوليكية بين الروسوفيليين الذين رغبوا في الاتحاد مع روسيا والأوكرانيفيليين الذين رأوا بالروثينيين الجاليسيين كأوكرانيين، وليس روس في العرقية. وكانت المجموعة الأولى ممثلة في الغالب من قبل كبار السن وعناصر الكهنوت الأكثر تحفظًا، في حين أن الأيديولوجية الأخيرة كانت أكثر شعبية بين الكهنة الأصغر سنًا. كانت الروسوفيليا قوية بين الروثينيين الجاليسيين خلال منتصف القرن التاسع عشر، على الرغم من أنه بحلول نهاية هذا القرن انخفض تأثير أيدولوجية الروسوفيليا بالنسبة للأوكرانيين. بدأت السلطات النمساوية خلال هذه الفترة تشارك أكثر فأكثر في الصراع على السلطة مع الإمبراطورية الروسية من أجل حكم البلقان، مع تراجع سلطة الدولة العثمانية، وكانت معظم سكان البلقان من أتباع الكنيسة الأرثوذكسية الشرقية. في هذه الحالة، وجد الروثينيون الجاليسيون أنفسهم في موقف الخندق.
دخلت أوكرانيا الحرب العالمية الأولى إلى جانب كل من الدول المركزية في الشطر الخاضع للنمسا، والوفاق الثلاثي في الشطر الخاضع لروسيا، وعلى عكس مناطق أخرى من أوكرانيا، أصبحت الكنيسة الأوكرانية الكاثوليكية مرتبطة ارتباطًا وثيقًا بالشعب الأوكراني والحركة الوطنية الأوكرانية. لهذا السبب، كان السكان بشكل عام مخلصين تمامًا لملكية هابسبورغ، وقاوم السكان المحليين لم الشمل في الكنيسة الأرثوذكسية. إلا أن أقلية منهم رحبت بالروس وعادت إلى الأرثوذكسية. بعد استعادة المناطق مع الهجوم المضاد في أواخر عام 1914، ردت السلطات النمساوية بالقمع حيث لقي عدة آلاف من الأرثوذكس والروسوفيليين حتفهم في معسكر اعتقال تالرهوف حيث اعتبروا غير مخلصين للنمسا.

### العصور الحديثة

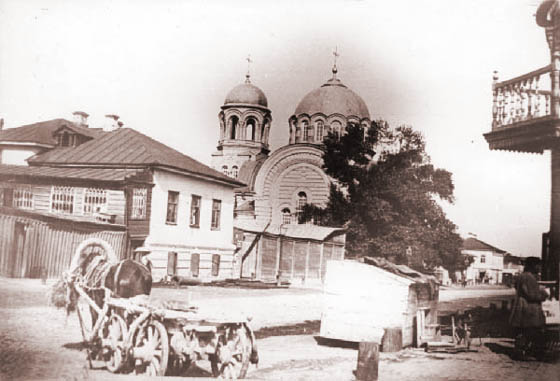
صورة تاريخية لكنيسة أرثوذكسية في كييف سنة 1930، وقد هدمت الكنيسة من قبل البلاشفة.

في أعقاب تفكك الإمبراطورية الروسية سعت بعض المجموعات العرقيَّة إلى الحكم الذاتي الديني عن موسكو. وفي عام 1917 أعلن عن الكنيسة الأرثوذكسية الأوكرانية خلال حقبة جمهورية أوكرانيا الشعبية والتي نجت في الجمهورية الأوكرانية السوفيتية الاشتراكية حتى أوائل عقد 1930. وفي عام 1921 تم استدعاء السينودس الأوكراني في كييف، عاصمة أوكرانيا المستقلة حديثًا، وأعلن عن الكنيسة الأوكرانية المستقلة الأرثوذكسية ككنيسة المستقلة عن بطريركية موسكو. واختار مندوبو السينودس المتروبوليتان فاسيل ليبكيفسكي كرئيس للكنيسة. وأصبح السينودس في عام 1921 يعُرف باسم «القيامة الأولى» كمقر للكنيسة الأوكرانية المستقلة.
على امتداد تاريخ الجمهورية الأوكرانية السوفيتية الاشتراكية أي بين الأعوام (1922-1991 م)، قمعت السلطات السوفياتية واضطهدت مختلف أشكال المسيحية بدرجات مختلفة ة تبعاً لحقبة محددة. إن السياسة السوفياتية المعتمدة على الأيديولوجية الماركسية اللينينة، جعلت الإلحاد المذهب الرسمي للإتحاد السوفيتي، وقد دعت الماركسية اللينينية باستمرار السيطرة والقمع، والقضاء على المعتقدات الدينية.
وكانت الدولة ملتزمة بهدم الدين، ودمرت الكنائس والمساجد والمعابد، سَخِرت من القيادات الدينينة وعرضتهم للمضايقات ونفذت بهم أحكام الإعدام، وأغرقت المدارس ووسائل الإعلام بتعاليم الإلحاد، وبشكل عام روجت للإلحاد على أنه الحقيقة التي يجب على المجتمع تقبلها. العدد الإجمالي لضحايا سياسات دولة السوفييت الإلحادية من المسيحيين تم تقديره بما يتراوح بين 12-20 مليون. استمرت المعتقدات والممارسات الدينية بين الغالبية العظمى من السكان، في الميادين المحلية والخاصة ولكن أيضًا في الأماكن العامة المنتشرة المسموح بها من قبل الدولة التي اعترفت بفشلها في استئصال الدين والأخطار السياسية من اندلاع حرب ثقافية لا هوادة فيها.
بعد معاهدة ريغا هي معاهدة عقدت في 18 مارس 1921 في مدينة ريغا بين السوفييت وبولندا وأوكرانيا أنهت رسميًا الحرب البولندية السوفيتية، تعرض الكاثوليك والأرثوذكس في منطقة غاليسيا للإضطهاد وتم مصادرة عشرات الكنائس. استعادت الكنيسة الروسية الأرثوذكسية احتكارها للمشهد الديني العام في الجمهورية الأوكرانية السوفيتية الاشتراكية بعد الحرب العالمية الثانية وذلك بعد تحول الموقف السوفياتي الرسمي تجاه الكنائس المسيحية. ونتيجة لذلك، بدأ العديد من السكان المحليين اتهام الكنيسة بأنها دمية من قبل الحزب الشيوعي في الاتحاد السوفياتي. بعد الموت المشبوه للبطريرك تيخون، سعت الكنيسة الأوكرانية المستقلة تجنب الانتقال تحت بطريركية موسكو؛ وهو ما تحملته موسكو حتى بعد الحرب العالمية الثانية، على سبيل المثال حضر رئيس الحزب الشيوعي الأوكراني نيكيتا خروشوف جنازة رئيس الكنيسة الأكرانية الكاثوليكية المتحدة في عام 1946. ومع ذلك، عانت الكنيسة الأوكرانية الكاثوليكية المتحدة من الاضطهاد والاعتقالات حيث كان الموقف السوفياتي العام تجاهها سلبيَا.

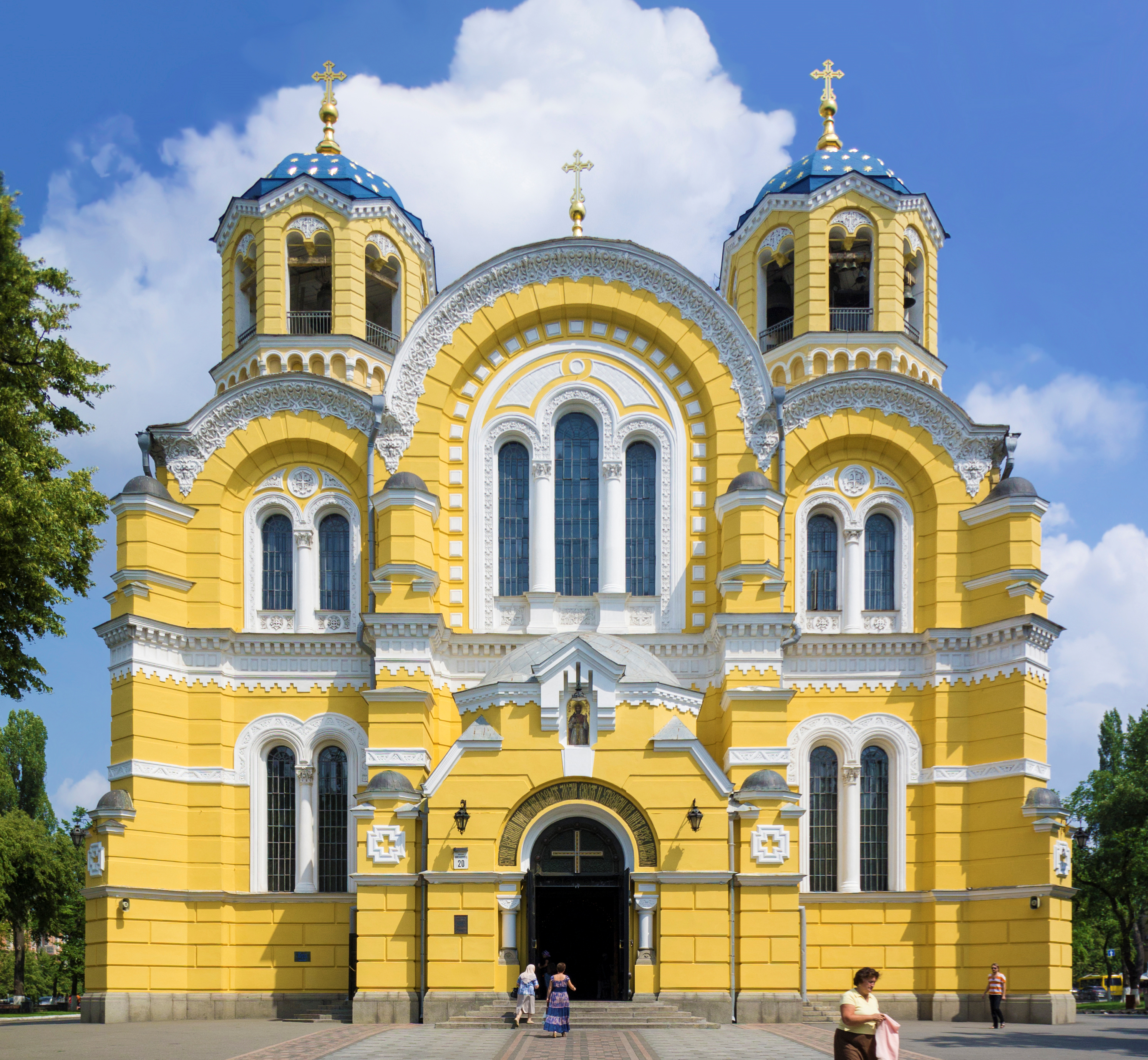
كاتدرائية القديس فولوديمير في كييف، مقر الكنيسة الأرثوذكسية الأوكرانية - بطريركية كييف.

منذ انهيار الشيوعية تعرف الكنيسة الأرثوذكسية نهضة قوية في أوكرانيا حيث عادت لتشكل رباطاً للهوية الوطنية شاغلة الفراغ الذي خلّفه سقوط الايديولوجية السوفياتية، في عام 1991 عشية سقوط الاتحاد السوفيتي كان 39% من سكان أوكرانيا أرثوذكس شرقيين. بعد تفكك الاتحاد السوفيتي، ارتفعت نسبة الانتماء إلى الكنيسة الأرثوذكسية الشرقية بشكل كبير، ويبرز ذلك في عام 2015، حيث أعلن حوالي 78% من سكان أوكرانيا عن كونهم أرثوذكس شرقيين. وفقاً لمركز بيو تربى نحو 81% من سكان أوكرانيا على المسيحية، بينما يعتبر 93% من السكان أنفسهم مسيحيين في عام 2017، أي بزيادة بنسبة 12% يعرفون عن أنفسهم كمسيحيين اليوم.
في نوفمبر من عام 1991 طلب متروبوليتان فيلاريت من الكنيسة الروسية الأرثوذكسية منح الكنيسة الأوكرانية الأرثوذكسية استقلالها الذاتي. رفضت غالبية الأساقفة الموالية لروسيا دعمه، وأجبرته على الاستقالة من منصبه فيلاريت، لكن بدعم من علاقات الصداقة القديمة مع الرئيس الأوكراني المنتخب آنذاك ليونيد كرافتشوك، اقنعه بأن الحكومة المستقلة الجديدة يجب أن يكون لها كنيسة مستقلة خاصة بها. وفي عام 1992 أعلن عن تأسيس الكنيسة الأرثوذكسية الأوكرانية - بطريركية كييف، في حين بقيت الكنيسة الأوكرانية الأرثوذكسية - بطريركية موسكو كنيسة شبه مستقلة تتبع البطريركية الأرثوذكسية الروسيَّة، وفي عام 1990 أصبحت الكنيسة الأوكرانية الأرثوذكسية مستقلة بإدارة شؤونها الداخلية مع التبعية الرسمية للكنيسة الروسية الأرثوذكسية. يذكر أنه في العقود الأخيرة ازدادت أعداد التابعين لصالح الكنيسة الأرثوذكسية الأوكرانية - بطريركية كييف.

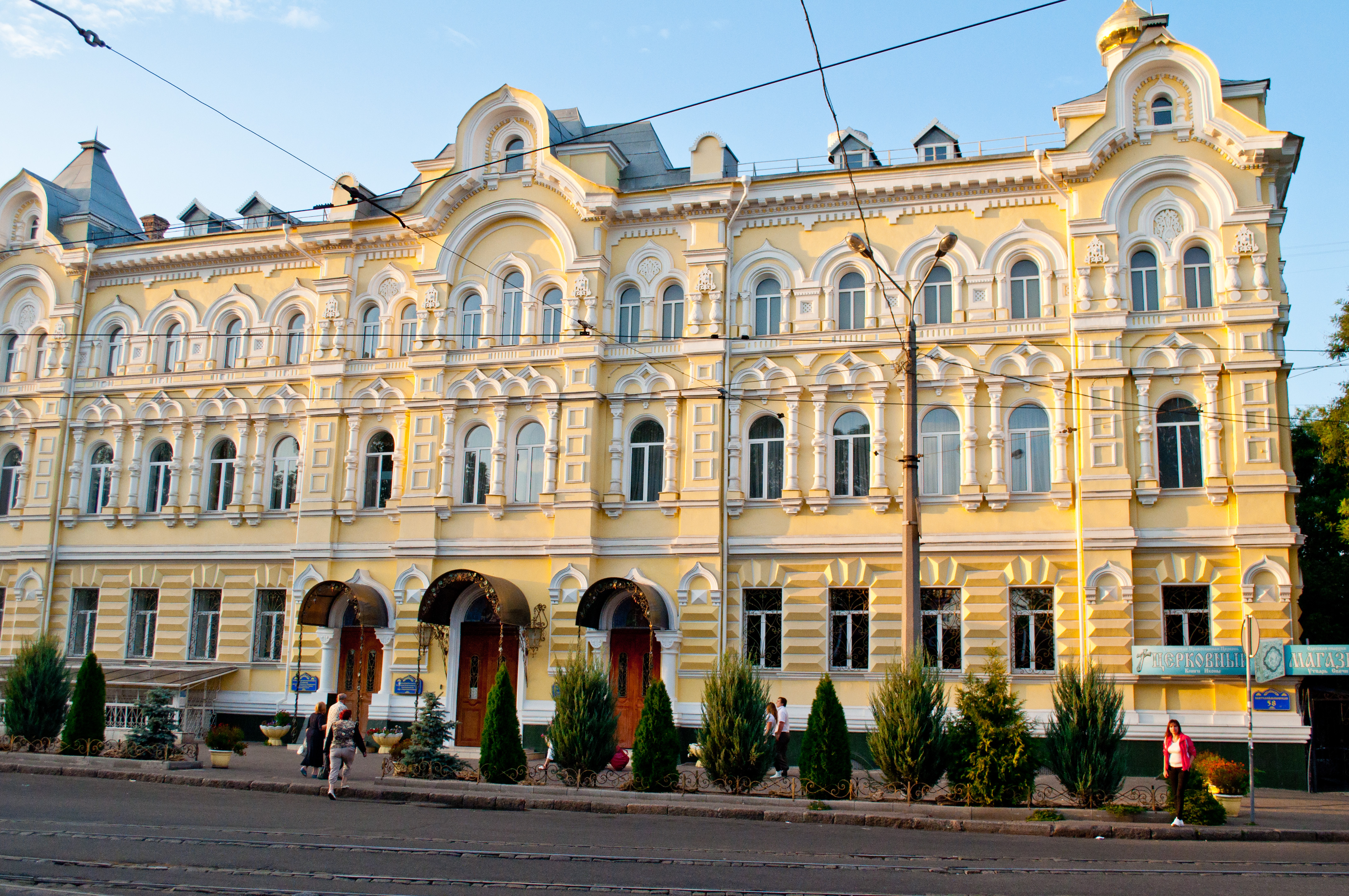
دير القديس أندرواس وبعثة جبل آثوس في أوديسا.

شهدت المنطقة بعد التوترات المذهبية والطائفية عقب الثورة الأوكرانية 2014 وأزمة القرم 2014 حيث أيد أتباع الكنيسة الروسية الأرثوذكسية والكنيسة الأوكرانية الأرثوذكسية الأطراف المؤيدة لروسيا، في حين أيّدت الكنيسة الأرثوذكسية الأوكرانية - بطريركية كييف والكنيسة الأوكرانية الكاثوليكية الأطراف المؤيدة لأوكرانيا. تاريخيًا عُرفت الكنيسة الأوكرانية الكاثوليكية بتأييد القومية الأوكرانية والانفصال عن روسيا. كما يذكر أن الكنيسة الأرثوذكسية التابعة لبطريركية كييف تأسست في العام 1992 بعد استقلال أوكرانيا في مواجهة بطريركية موسكو. ولم تعترف بها الكنائس الأرثوذكسية الأخرى في العالم. وفي مايو من عام 2017 قرر البرلمان الأوكراني الخميس تأجيل التصويت على مشروع قانون يتعلق بالكنائس تسبب بإغضاب روسيا لانه ينص على فرض قيود شديدة على الكنيسة الروسية الأرثوذكسية، حيث كانت تخشى روسيا بشكل خاص احتمال مصادرة كنائسها في أوكرانيا. وأدى ذلك إلى تنظيم الآلاف من أتباع الكنيسة الروسية احتجاجًا سلميًا أمام مبنى البرلمان في وسط كييف قبل التصويت. في أكتوبر من عام 2018 أعلنت الكنيسة الروسية الأرثوذكسية قطع صلتها مع بطريركية القسطنطينية المسكونية، وذلك بعدما اعترفت بطريركية القسطنطينية المسكونية، بإستقلال الكنيسة الأوكرانية عن موسكو. واعتراف القسطنطينية بكنيسة مستقلة في أوكرانيا ينهي 332 عاما من الوصاية الدينية الروسية في أوكرانيا، حيث في عام 1686 صدر قانون كنسي منح بطريرك موسكو حق تعيين المتروبوليت في كييف. يمكن أن يؤدي إلى ظهور «عالمين أرثوذكسيين متخاصمين»، أحدهما موال لموسكو التي لديها العدد الأكبر من المسيحيين الأرثوذكس، وآخر موال للقسطنطينية التي تتمتع بالشرعية كونها أول بطريركية في التاريخ المسيحي الشرقي. وأبدى الكرملين قلقاً من اعتراف بطريركية القسطنطينية بكنيسة أرثوذكسية مستقلة في أوكرانيا، محذراً من أن القرار ينذر بانقسام في العالم الأرثوذكسي. في المقابل، رحّبت الحكومة الأوكرانية في كييف بالقرار، ورأى مراقبون أن الاعتراف بكنيسة مستقلة في أوكرانيا يُعد نتيجة طبيعية لتطور الأحداث، بعد ضمّ موسكو شبه جزيرة القرم وتدخلها في شرق البلاد، وينهي «العالم الروسي».
في 5 يناير من عام 2019 وقع بطريرك القسطنطينية برثلماوس الأول القرار الرسمي بإنشاء كنيسة أوكرانية مستقلة عن الكنيسة الروسية في قداس احتفالي في إسطنبول في حضور الرئيس الأوكراني بترو بوروشنك واضعاً نهاية لحوالي 332 سنةً من وصاية الكنيسة الروسية الأرثوذكسية على أوكرانيا. وتضمّ الكنيسة الجديدة بطريركية كييف التي أعلنت من طرف واحد في 1992 ويتبع لها أكبر عدد من المؤمنين، وفق استطلاعات للرأي، إضافة إلى كنيسة صغيرة أخرى.

## الطوائف المسيحية

### الأرثوذكسية

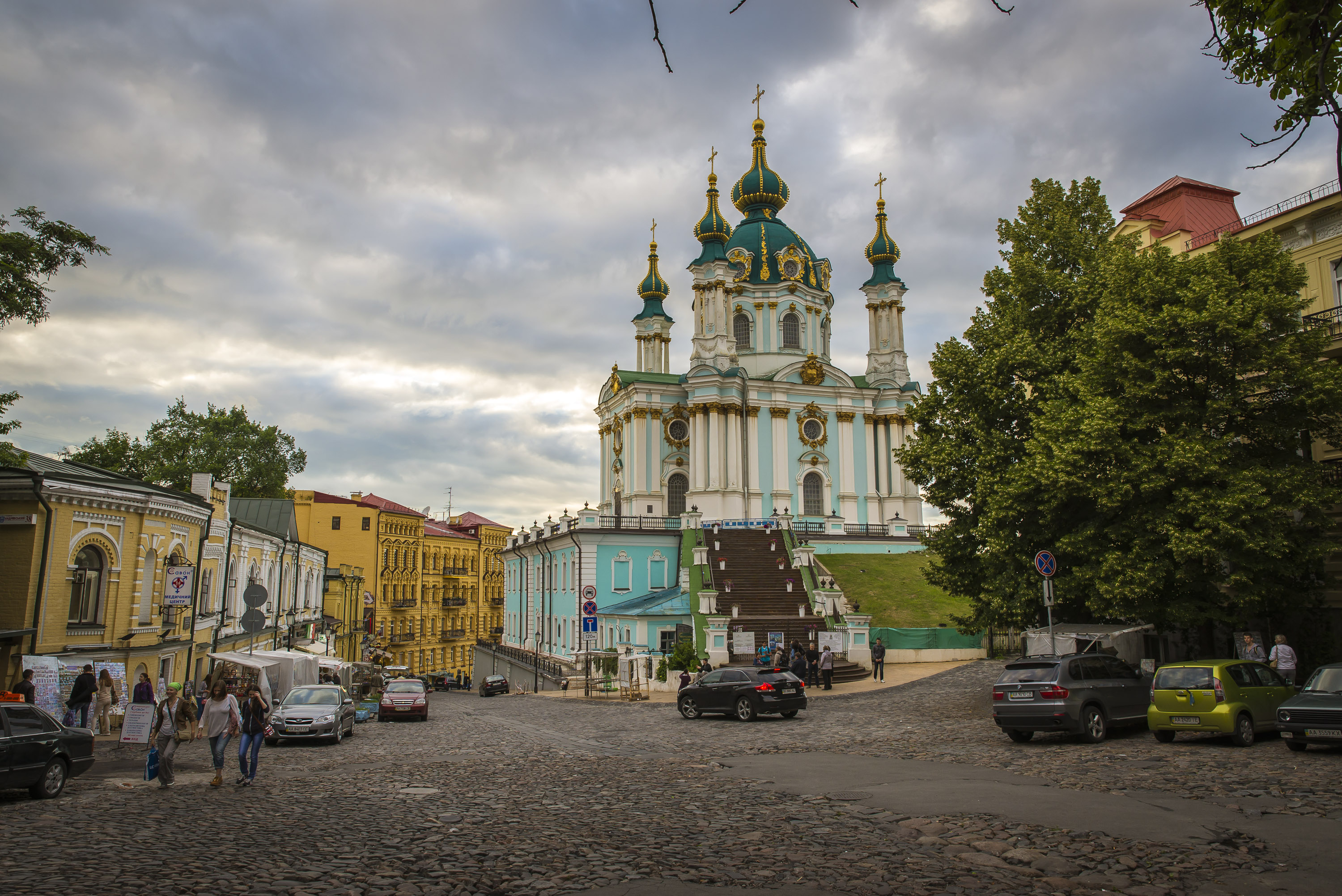
كاتدرائية القديس أندراوس في كييف.

وفقاً لتقديرات مركز رازومكوف عام 2018، تعد الأرثوذكسية الشرقية كبرى المذاهب المسيحية في البلاد، حيث يقول حوالي 67.3% من السكان أنهم أرثوذكس شرقيون. يتوزع الأرثوذكس في البلاد على ثلاثة كنائس أرثوذكسية رئيسية منقسمة لأسباب قومية وسياسية وهي الكنيسة الأوكرانية الأرثوذكسية - بطريركية كييف والكنيسة الأوكرانية الأرثوذكسية - بطريركية موسكو والكنيسة الأرثوذكسية الأوكرانية المستقلة. وفقاً لتقديرات مركز رازومكوف عام 2018 تعد الكنيسة الأرثذوكسية الأوكرانية - بطريركية كييف (بالأوكرانيَّة: Українська Православна) أكبر كنيسة أرثوذكسية شرقية في البلاد، فقد تشكلت نتيجة اتحاد مجموعتين كنسيتين كانتا تدعوان إلى الاستقلال عن الكنيسة الروسية الأرثوذكسية. تأسست في عام 1990 ويتبعها حوالي 28.7% من السكان. واعترفت بها بطريركية القسطنطينية المسكونية عام 2019.
وتتصدر الكنيسة الأوكرانية الأرثوذكسية - بطريركية موسكو (بالأوكرانيَة: Українська Православна Церква؛ والروسيّة: Украинская Православная Церковь)، ثاني كبرى الكنائس الأرثوذكسية الشرقية في البلاد، وهي كنيسة شبه مستقلة تتبع البطريركية الروسيَّة الأرثوذكسية، ويتبعها حوالي 12.8% من السكان. ويذكر اسم هذه الكنيسة دائما مرفقاً ببطريركية موسكو، وذلك للتمييز بينها وبين الكنيسة الأرثوذكسية الأوكرانية - بطريركية كييف، وكانت هذه الأخيرة قد انشقت عن البطريرك الروسي عام 1989. حوالي 23.4% من السكان يعرفون أنفسهم كمسيحيون أرثوذكس فقط، من دون تحديد الإنتماء الكنسي.
وفقًا لدراسة قام بها مركز رازومكوف عام 2016 يشكل المسيحيين الأرثوذكس كبرى الجماعات المسيحية في البلاد بحوالي 65.4%. ويتبع حوالي 38.1% من مجمل أرثوذكس أوكرانيا الكنيسة الأوكرانية الأرثوذكسية - بطريركية كييف، ويتبع حوالي 23.0% من مجمل الأرثوذكس الأوكرانيين الكنيسة الأوكرانية الأرثوذكسية - بطريركية موسكو، ويتبع حوالي 2.7% الكنيسة الأرثوذكسية الأوكرانية المستقلة. حوالي 32.3% من مجمل الأرثوذكس في أوكرانيا يعتبرون أنفسهم فقط أرثوذكس، وحوالي 3.1% لا يدرون أي كنيسة أرثوذكسية يتبعون.
أشارت دراسة قام بها مركز بيو للأبحاث إلى أنه خلال الحقبة الشيوعية، كان القمع الحكومي للدين واسع الانتشار، وبسبب التشريع السوفيتي المناهض للدين الذي «شمل تنفيذ أحكام إعدام ضد الكهنة ومصادرة ممتلكات الكنيسة وحظر الأدب والتبشير الديني». في عام 1991 كان 39% من سكان أوكرانيا أرثوذكس شرقيين. بعد تفكك الاتحاد السوفيتي، ارتفعت نسبة الانتماء إلى الكنيسة الأرثوذكسية الشرقية بشكل كبير، ويبرز ذلك في عام 2015، حيث أعلن حوالي 78% من سكان أوكرانيا عن كونهم أرثوذكس شرقيين.

#### الكنيسة الأوكرانية الأرثوذكسية

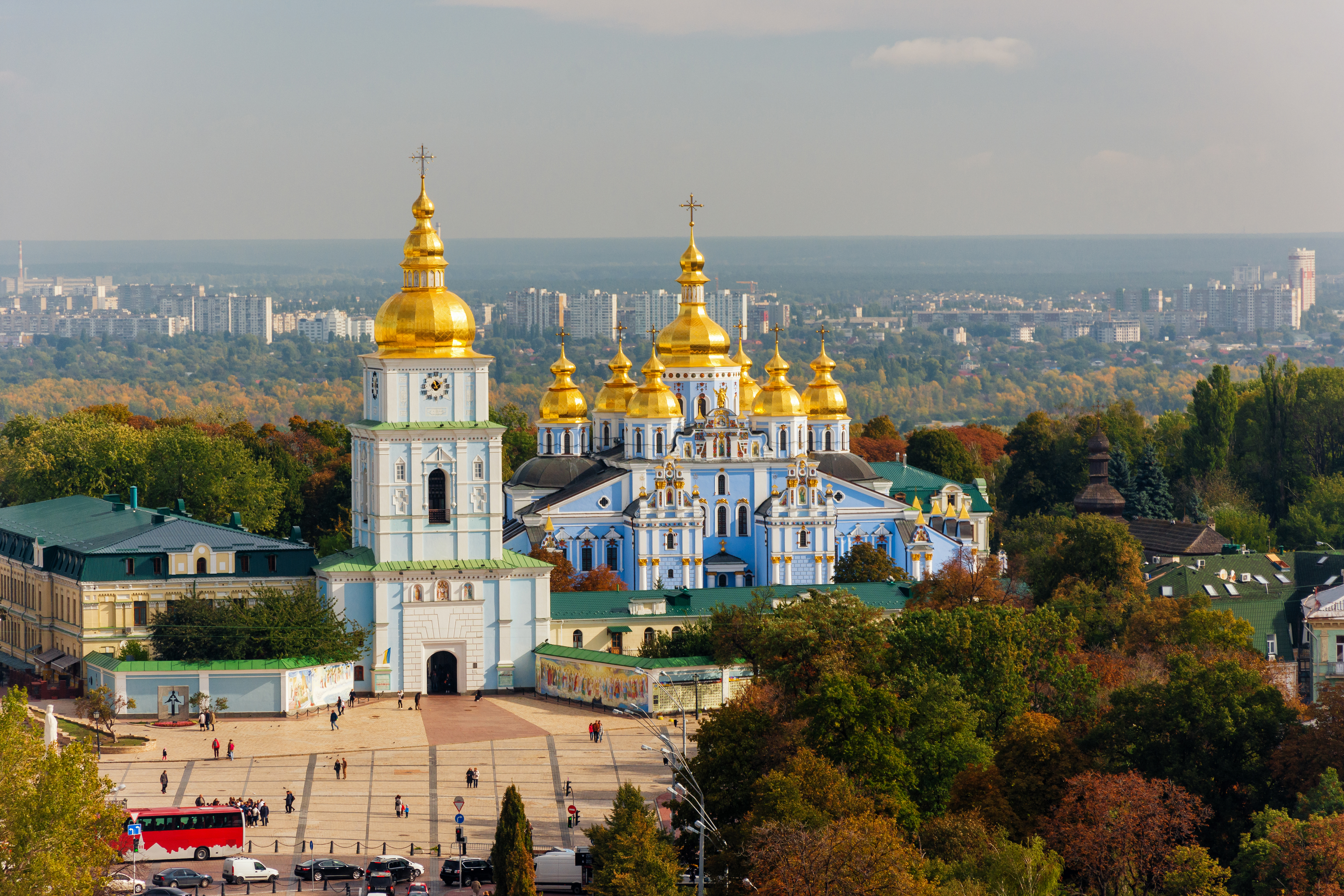
دير القديس ميخائيل ذو القبة الذهبية في كييف: مقر أسقف الكنيسة الأوكرانية الأرثوذكسية.

بحسب التقليد الكنسي فإن المسيحية وصلت لأوكرانيا منذ القرون الأولى للكنيسة الرسولية، وكان انتشارها في البلاد محدودا حتى عام 988 عندما اعتنقها فلاديمير الأول أمير كييف والذي جعل منها الدين الرسمية للدولة، شهدت تلك الفترة دخول الروس في المسيحية بشكل جماعي. كانت الكنيسة الأوكرانية الأرثوذكسية تابعة لبطريركية القسطنطينية المسكونية منذ تنصير روسيا ونُقل مقرّ مطران كييف إلى مدينة فولوديمير نا كلازمي سنة 1299 وإلى موسكو عام 1352. وانفصلت أبرشية موسكو عن كييف عام 1448، واعترفت بها بطريركية القسطنطينية المسكونية عام 1589. ولم تستطع الكنيسة الأوكرانية الانفصال عن الكنيسة الروسية في تلك الفترة الزمنية بسبب سير الأحداث التاريخية الوضع في أوكرانيا آنذاك. ولكن بطريركية القسطنطينية المسكونية سنة 1924 قررت عدم شرعية نقل بطركية كييف إلى موسكو. ومنح المجمع الأسقفي سنة 1990 الكنيسة الأوكرانية الأرثوذكسية الاستقلال وحقوق حكم ذاتي موسع، وبتاريخ 27 أكتوبر 1990 أصبحت الكنيسة الأوكرانية الأرثوذكسية مستقلة بإدارة شؤونها الداخلية مع التبعية الرسمية للكنيسة الروسية الأرثوذكسية. وهي تعتبر نفسها الوريث الحقيقي للكنيسة التي أسسها فلاديمير الأول في البلاد منذ القرن العاشر. أسقفها الحالي هو المتربوليت فلاديمير سابودان، في عام 2007 كان يتبع الكنيسة 1,0875 رعية تضم أكثر من 35 مليون فرد، تؤلف 68% من مجموع أرثوذكس البلاد.
لكن مع ضم الاتحاد الروسي للقرم عام 2014 ازدادت المشاعر المعادية لروسيا والمؤيدة للانضمام إلى الاتحاد الأوروبي، رافقتها زيادة في الانضمام إلى الكنيسة الأوكرانية الأرثوذكسية - بطريركية كييف كشكل من أشكال القومية الأوكرانية، لتصبح كبرى الطوائف الأرثوذكسية في البلاد. في عام 2018 أُسست الكنيسة الأوكرانية الأرثوذكسية ومقرها كييف، نتيجة اتحاد مجموعتين كنسيتين كانتا تدعوان إلى الاستقلال عن الكنيسة الروسية الأرثوذكسية. هاتان المجموعتان هما بعض الأساقفة التابعين للكنيسة الروسية الأرثوذكسية تحت رئاسة المطران فيلارت، والكنيسة الأرثوذكسية المستقلة. ويترأس الكنيسة الأوكرانية الأرثوذكسية حالياً متربوليت كييف وسائر أوكرانيا أبيفانيوس الأول، هو أول راعي لهذه الكنيسة الأرثوذكسية. وبحسب إحصائيات أجريت أواخر 2011 فإن الكنيسة الأوكرانية الأرثوذكسية هي أكبر كنيسة مسيحية أوكرانية من حيث عدد مؤمنيها. خلال الغزو الروسي لأوكرانيا 2022 شجب مطران كييف وعموم أوكرانيا إيبيفانيوس الأول (الكنيسة الأوكرانية الأرثوذكسية) الغزو وحث الأوكرانيين على محاربة العدوان الروسي، متضرعين بعون الله لكسب المعركة.
في 5 يناير من عام 2019 وقع بطريرك القسطنطينية برثلماوس الأول القرار الرسمي بإنشاء كنيسة أوكرانية مستقلة عن الكنيسة الروسية في قداس احتفالي في إسطنبول في حضور الرئيس الأوكراني بترو بوروشنكو واضعاً نهاية لحوالي 332 سنةً من وصاية الكنيسة الروسية الأرثوذكسية على أوكرانيا. وتضمّ الكنيسة الجديدة بطريركية كييف التي أعلنت من طرف واحد في 1992 ويتبع لها أكبر عدد من المؤمنين، وفق استطلاعات للرأي، إضافة إلى كنيسة صغيرة أخرى. أدت هذه الخطوة إلى قطع الشركة بين بطركيتي موسكو والقسطنطينية عام 2018، وأحدثت هذه الخطوة انشقاق في العالم المسيحي الأرثوذكسي وبين البطريركيات الرومية والسلافية، ويُشكل الانقسام هذا جزءًا من نزاع سياسي أوسع ضمّت فيه روسيا القرم عام 2014، وتدخّلت في أوكرانيا عسكريًّا، وظهرت فيه رغبة أوكرانيا في الانضمام إلى الاتحاد الأوروبي وحلف الناتو. يذكر هذا الانقسام بانقسام موسكو - القسطنطينية الذي حدث عام 1996 على السيادة القانونية على إستونيا، لكنه انحل بعد ثلاثة شهور.

### الكاثوليكية

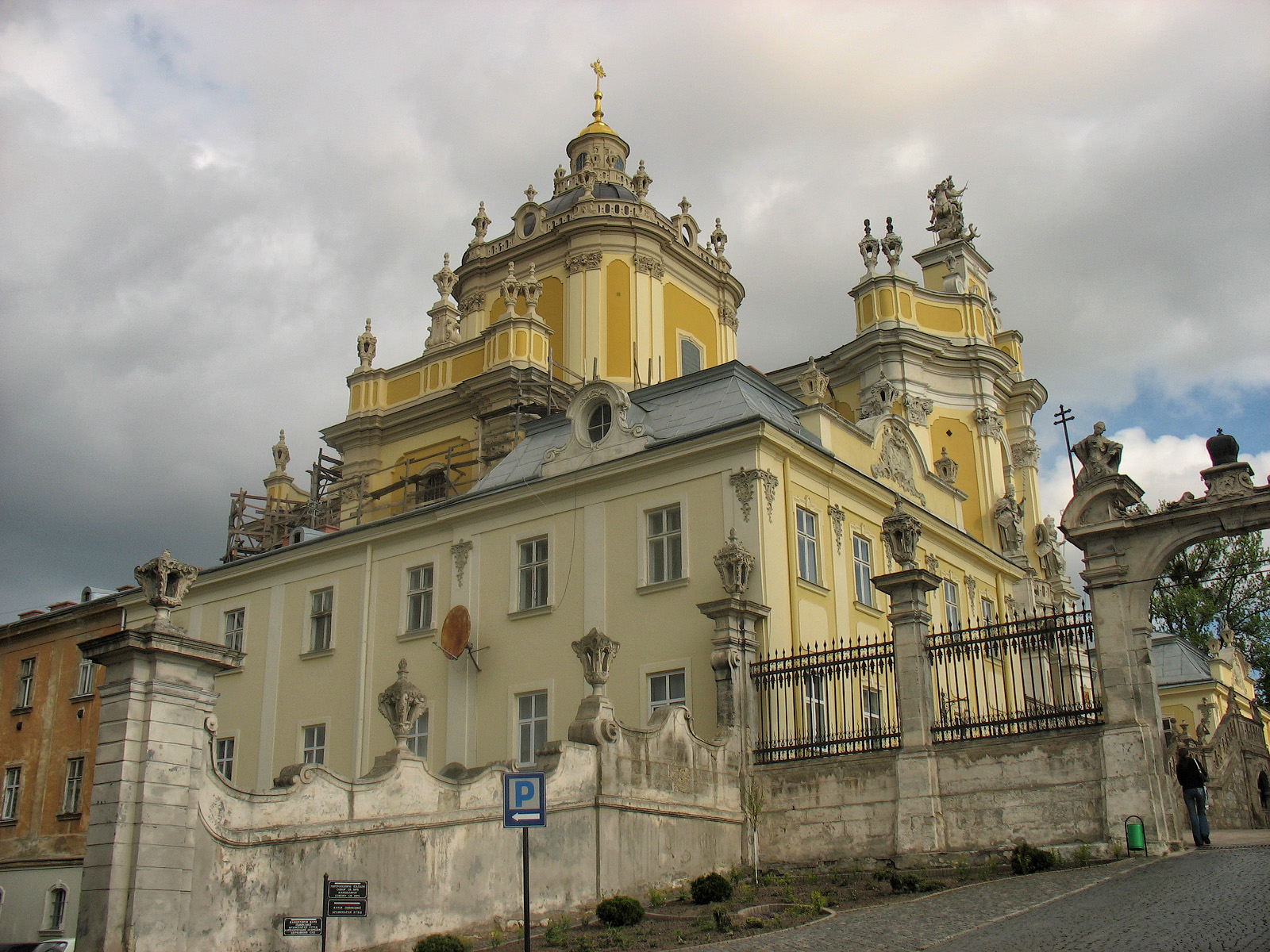
كاتدرائية القديس جورج في لفيف، وهي كنيسة أوكرانية يونانية كاثوليكية.

يحل في المركز الثاني الكنيسة الأوكرانية اليونانية الكاثوليكية وذلك بفارق كبير في عدد الأتباع، وهي كنيسة تتبع الطقوس الشرقية وتمارس تقاليد مماثلة دينية وروحانية للأرثوذكسية الشرقية، لكنها على تواصل مع الكرسي الرسولي للكنيسة الكاثوليكية الرومانية وتعترف بسيادة البابا كرئيس للكنيسة. وللكنيسة حضور مميز في أوكرانيا الغربية خاصًة في مدينة لفيف فضلًا عن مدينة كييف حيث مركز الكنيسة الروحي. شكّل إكليروس الكنيسة الأوكرانية الكاثوليكية وأسرهم طبقة وراثية متماسكة واعتبروا على رأس الطبقات الاجتماعية التي سادت المجتمع الأوكراني الغربي من خلال إقامة «سلالات كهنوتية»، وذلك من القرن الثامن عشر حتى منتصف القرن العشرين، في أعقاب الإصلاحات التي قام بها جوزيف الثاني، إمبراطور النمسا. وغالبًا ما أصبح أبناء الكهنة كهنة وتزوجوا ضمن مجموعتهم الاجتماعية، وتمتعت هذه الطبقة الكهونية باحتكار فعلي للتعليم والثروة في أوكرانيا الغربية، وقاموا بجلب للثقافة والتعليم إلى الريف الأوكراني. ولا يزال الكهنة الكاثوليك الشرقيين يلعبون دوراً هاماً في الحياة الكنسية، حيث أنَّ حوالي 90% منهم متزوجين.
يشّكل أتباع الكنيسة الأوكرانية الكاثوليكية حوالي 8.1% من مجمل سكان أوكرانيا حسب إحصائية تعود لعام 2015، وأغلب أتباعها من العرقية الأوكرانيَّة ويشكلون الغالبيّة السكانية في ثلاثة أوبلاست وهي لفيف أوبلاست وإيفانو فرانكيفسك أوبلاست وتيرنوبل أوبلاست فضلًا عن نصف سكان مدينة لفيف.
بالإضافة إلى الكاثوليك الشرقيين، هناك 863 من الجماعات الرومانيَّة الكاثوليكيَّة الدينيَّة، و474 من رجال الدين والذين يخدمون نحو مليون روماني كاثوليكي في أوكرانيا. يشكل الرومان الكاثوليك من أتباع الطقس اللاتيني حوالي 2.19% من مجمل السكان، وتتكون هذه الجماعة بشكل رئيسي من العرقيّّة البولندية والمجرية، اللتان تعيشان في المناطق الغربية من البلاد.

### البروتستانتية وطوائف أخرى
يشكل المسيحيون البروتستانت أيضًا حوالي 2.19 في المئة من السكان. تزايدت أعداد البروتستانت بشكل كبير منذ استقلال أوكرانيا. اتحاد المعمدانية الإنجيلية في أوكرانيا هي أكبر مجموعة، ويبلغ عدد أفرادها 150,000 وعدد الرجال الدين حوالي 3,000. ثاني أكبر الكنائس البروتستانتية هي كنيسة الإيمان الإنجيلية (خمسينية) الأوكرانية مع 110,000 عضو وأكثر من 1,500 من الكنائس المحلية وأكثر من 2,000 من رجال الدين، لكن توجد أيضا مجموعات أخرى من الخمسينيين حيث يبلغ مجموع أتباعها بالمجمل أكثر من 300,000، مع أكثر من 3000 من الكنائس المحلية.
هناك أيضًا العديد من مدارس الخمسينية للتعليم العالي مثل معهد لفيف اللاهوتي ومعهد كييف للكتاب المقدس. من بين المجموعات الأخرى الكالفينيين، وشهود يهوه واللوثريون والميثوديون والسبتيين. كنيسة يسوع المسيح لقديسي الأيام الأخيرة (كنيسة المورمون) موجودة أيضًا.
وفقًا لدراسة المؤمنون في المسيح من خلفية مسلمة: إحصاء عالمي وهي دراسة أجريت من قبل جامعة سانت ماري الأمريكيّة في تكساس سنة 2015 وجدت أن عدد المسلمين في أوكرانيا المتحولين للديانة المسيحية يبلغ حوالي 1,000 شخص. الغالبية العظمى تحولت للمذهب البروتستانتي الإنجيلي.

## المعتقدات
المعطيات تستعرض معتقدات المسيحيين في أوكرانيا وهي مأخوذة من دراسة قام بها مركز رازومكوف عام 2016:
| مؤمنون                                                  | 70.4% | 88.1% | 88.5% | 74.1% | 96.9% | 55.2% |
| أولئك الذين يترددون بين الإيمان وعدم الإيمان (لا أدرية) | 10.1% | 5.9%  | 7.1%  | 12.5% | 3.1%  | 20.3% |
| غير مؤمن                                                | 6.3%  | 1.0%  | 0.4%  | 3.5%  | 0.0%  | 4.2%  |
| ملحدون                                                  | 2.7%  | 0.7%  | 0.2%  | 0.6%  | 0.0%  | 0.0%  |
| غير مهتم                                                | 7.2%  | 2.3%  | 1.8%  | 5.8%  | 0.0%  | 10.5% |
| صعب الإجابة                                             | 3.9%  | 2.0%  | 2.0%  | 3.5%  | 0.0%  | 9.8%  |

### حسب العام
|                | 2000  | 2005  | 2010  | 2013  | 2014  | فبراير 2015 | يوليو 2015           | مارس 2016 | نوفمبر 2016 | مارس 2018 |
| -------------- | ----- | ----- | ----- | ----- | ----- | ----------- | -------------------- | --------- | ----------- | --------- |
| أرثوذكس        | 66.0% | 60.8% | 68.1% | 70.6% | 70.2% | 73.7%       | 78%                  | 65.4%     | 64.7%       | 67.3%     |
| رومان كاثوليك  | 0.5%  | 1.6%  | 0.4%  | 1.3%  | 1.0%  | 0.8%        | 10% (يتضمن الشرقيون) | 1.0%      | 0.8%        | 0.8%      |
| كاثوليك شرقيون | 7.6%  | 7.6%  | 7.6%  | 5.7%  | 7.8%  | 8.1%        | -                    | 6.5%      | 8.2%        | 9.4%      |
| بروتستانت      | 2.0%  | 1.3%  | 1.9%  | 0.8%  | 1.0%  | 0.9%        | 4% (مسيحيون آخرون)   | 1.9%      | 1.2%        | 2.2%      |
| فقط مسيحيون    | 6.9%  | 15.8% | 7.2%  | 8.6%  | 6.3%  | 8.5%        | -                    | 7.1%      | 12.7%       | 7.7%      |
| مجمل المسيحيون | 83.0% | 87.1% | 85.2% | 87.0% | 86.3% | 92.0%       | 92.0%                | 81.9%     | 87.6%       | 87.4%     |
|                |       |       |       |       |       |             |                      |           |             |           |
| عينة           |       |       |       | 2,010 | 2,012 | 25,000      | 2,409                | 2,018     | 2,018       | 2,018     |

### الانتماء الكنسي
المعطيات تستعرض انتماء الأرثوذكس الكنسي في أوكرانيا وهي مأخوذة من دراسة قام بها مركز رازومكوف عام 2016:
| نوع الكنيسة                                     | % من مجمل الأرثوذكس | % من مجمل السكان |
| ----------------------------------------------- | ------------------- | ---------------- |
| الكنيسة الأرثوذكسية الأوكرانية - بطريركية كييف  | 38.1%               | 25.0%            |
| الكنيسة الأرثوذكسية الأوكرانية - بطريركية موسكو | 23.0%               | 15.0%            |
| الكنيسة الأرثوذكسية الأوكرانية المستقلة         | 2.7%                | 1.8%             |
| فقط أرثوذكس                                     | 32.3%               | 21.2%            |
| لا يدرون أي كنيسة أرثوذكسية يتبعون              | 3.1%                | 2.0%             |

|                                                 | 2000  | 2005  | 2010  | 2013  | 2014  | 2016  |
| ----------------------------------------------- | ----- | ----- | ----- | ----- | ----- | ----- |
| أرثوذكس                                         | 66.0% | 60.8% | 68.1% | 70.6% | 70.2% | 65.4% |
|                                                 |       |       |       |       |       |       |
| الكنيسة الأرثوذكسية الأوكرانية - بطريركية موسكو | 9.2%  | 10.6% | 23.6% | 19.6% | 17.4% | 15.0% |
| الكنيسة الأرثوذكسية الأوكرانية - بطريركية كييف  | 12.1% | 14.0% | 15.1% | 18.3% | 22.4% | 25.0% |
| الكنيسة الأرثوذكسية الأوكرانية المستقلة         | 1.3%  | 0.8%  | 0.9%  | 0.8%  | 0.7%  | 1.8%  |
| فقط أرثوذكس                                     | 38.6% | 33.4% | 25.9% | 28.8% | 28.1% | 21.2% |
| لا يدرون أي كنيسة أرثوذكسية يتبعون              | 4.6%  | 1.9%  | 1.6%  | 2.5%  | 1.4%  | 2.0%  |
|                                                 |       |       |       |       |       |       |
| مفقود                                           | 0.2%  | 0.1%  | 1.0%  | 0.6%  | 0.2%  | 0.4%  |

## المسيحية حسب المناطق
المعطيات في هذه القائمة مأخوذة من دراسة قام بها مركز رازومكوف عام 2016:
| الديانة                          | غرب أوكرانيا | وسط أوكرانيا | جنوب أوكرانيا | شرق أوكرانيا | حوض دونيتس |
| -------------------------------- | ------------ | ------------ | ------------- | ------------ | ---------- |
| أرثوذكس                          | 57.0%        | 76.7%        | 71.0%         | 63.2%        | 50.6%      |
| رومان كاثوليك                    | 1.4%         | 1.9%         | 0.5%          | 0.3%         | ∅          |
| كاثوليك شرقيون                   | 29.9%        | 0.4%         | 0.5%          | ∅            | ∅          |
| بروتستانت                        | 3.6%         | 1.0%         | 0.5%          | 1.9%         | 2.5%       |
| يهود                             | 0.2%         | 0.3%         | 0.5%          | 0.3%         | ∅          |
| إسلام                            | ∅            | 0.1%         | ∅             | 0.5%         | 6.0%       |
| هندوس                            | ∅            | ∅            | ∅             | 0.3%         | 0.6%       |
| فقط مسيحيون                      | 4.8%         | 6.5%         | 5.1%          | 8.1%         | 11.9%      |
| آخرون                            | ∅            | 0.1%         | 0.5%          | 0.8%         | ∅          |
| لا ينتمون للأديان المذكوره أعلاه | 3.1%         | 12.7%        | 21.7%         | 24.7%        | 28.3%      |

### المسيحية حسب الأوبلاست
المعطيات في هذه القائمة مأخوذة من دراسة قام بها مركز رازومكوف، ومركز الدراسات الاجتماعية والسياسية، ومجموعة «راتينغ»، ومعهد كييف الدولي لعلم الاجتماع في فبراير من عام 2015:
| أوبلاست                  | المنطقة | أرثوذكس | كاثوليك شرقيون | رومان كاثوليك | بروتستانت | مسيحيون (غير محدد) | غير متدنين | لم يجب (يتضمن. آخرون) |
| ------------------------ | ------- | ------- | -------------- | ------------- | --------- | ------------------ | ---------- | --------------------- |
| تشيركاسي أوبلاست         | وسط     | 89%     | 0.5%           | 0.5%          | 1%        | 5%                 | 3%         | 1%                    |
| تشرنيهيف أوبلاست         | وسط     | 87%     | 0%             | 0%            | 0%        | 9%                 | 2%         | 2%                    |
| تشيرنيفتسي أوبلاست       | غرب     | 86%     | 2%             | 1%            | 2%        | 5%                 | 2%         | 2%                    |
| دنيبروبتروفسك أوبلاست    | شرق     | 83%     | 0%             | 0.5%          | 0.5%      | 9%                 | 5%         | 2%                    |
| أوبلاست دونيتسك          | دونباس  | 69%     | 0%             | 0%            | 1%        | 15%                | 10%        | 5%                    |
| إيفانو فرانكيفسك أوبلاست | غرب     | 35%     | 57%            | 1%            | 1%        | 6%                 | 0%         | 0%                    |
| خاركيف أوبلاست           | شرق     | 76%     | 0%             | 0%            | 1%        | 13%                | 8%         | 2%                    |
| خيرسون أوبلاست           | جنوب    | 75%     | 0.5%           | 0.5%          | 1%        | 10%                | 10%        | 3%                    |
| خملنيتسكي أوبلاست        | وسط     | 78%     | 2%             | 3%            | 2%        | 6%                 | 7%         | 2%                    |
| كييف                     | وسط     | 79%     | 1%             | 1%            | 1%        | 6%                 | 11%        | 1%                    |
| كييف أوبلاست             | وسط     | 80%     | 0.5%           | 0.5%          | 1%        | 9%                 | 7%         | 2%                    |
| كيروفوهراد أوبلاست       | وسط     | 76%     | 0.5%           | 0%            | 0.5%      | 17%                | 5%         | 1%                    |
| لوهانسك أوبلاست          | دونباس  | 71%     | 0.5%           | 0%            | 0.5%      | 8%                 | 18%        | 2%                    |
| لفيف أوبلاست             | غرب     | 30%     | 59%            | 2%            | 1%        | 6%                 | 1%         | 1%                    |
| ميكولايف أوبلاست         | جنوب    | 80%     | 0%             | 0%            | 0%        | 6%                 | 11%        | 1%                    |
| أوبلاست أوديسا           | جنوب    | 84%     | 0.5%           | 0%            | 0.5%      | 6%                 | 6%         | 1%                    |
| بولتافا أوبلاست          | وسط     | 66%     | 1%             | 0%            | 1%        | 26%                | 5%         | 1%                    |
| ريفنا أوبلاست            | غرب     | 91%     | 1%             | 1%            | 5%        | 2%                 | 0%         | 0%                    |
| سومي أوبلاست             | وسط     | 85%     | 0.5%           | 1%            | 0.5%      | 7%                 | 5%         | 1%                    |
| تيرنوبل أوبلاست          | غرب     | 36%     | 52%            | 3%            | 3%        | 6%                 | 0%         | 0%                    |
| فينيتسا أوبلاست          | وسط     | 84%     | 0.5%           | 1%            | 0.5%      | 7%                 | 6%         | 1%                    |
| فولين أوبلاست            | غرب     | 97%     | 1%             | 0.5%          | 1%        | 0.5%               | 0%         | 0%                    |
| زاكارباتيا أوبلاست       | وسط     | 68%     | 19%            | 7%            | 1%        | 3%                 | 1%         | 1%                    |
| زابوروجييه أوبلاست       | شرق     | 73%     | 0%             | 0%            | 0%        | 10%                | 16%        | 1%                    |
| زيتومير أوبلاست          | وسط     | 85%     | 0.5%           | 1%            | 0.5%      | 7%                 | 5%         | 1%                    |

## المجتمع المسيحي الأوكراني

### الإلترام الديني

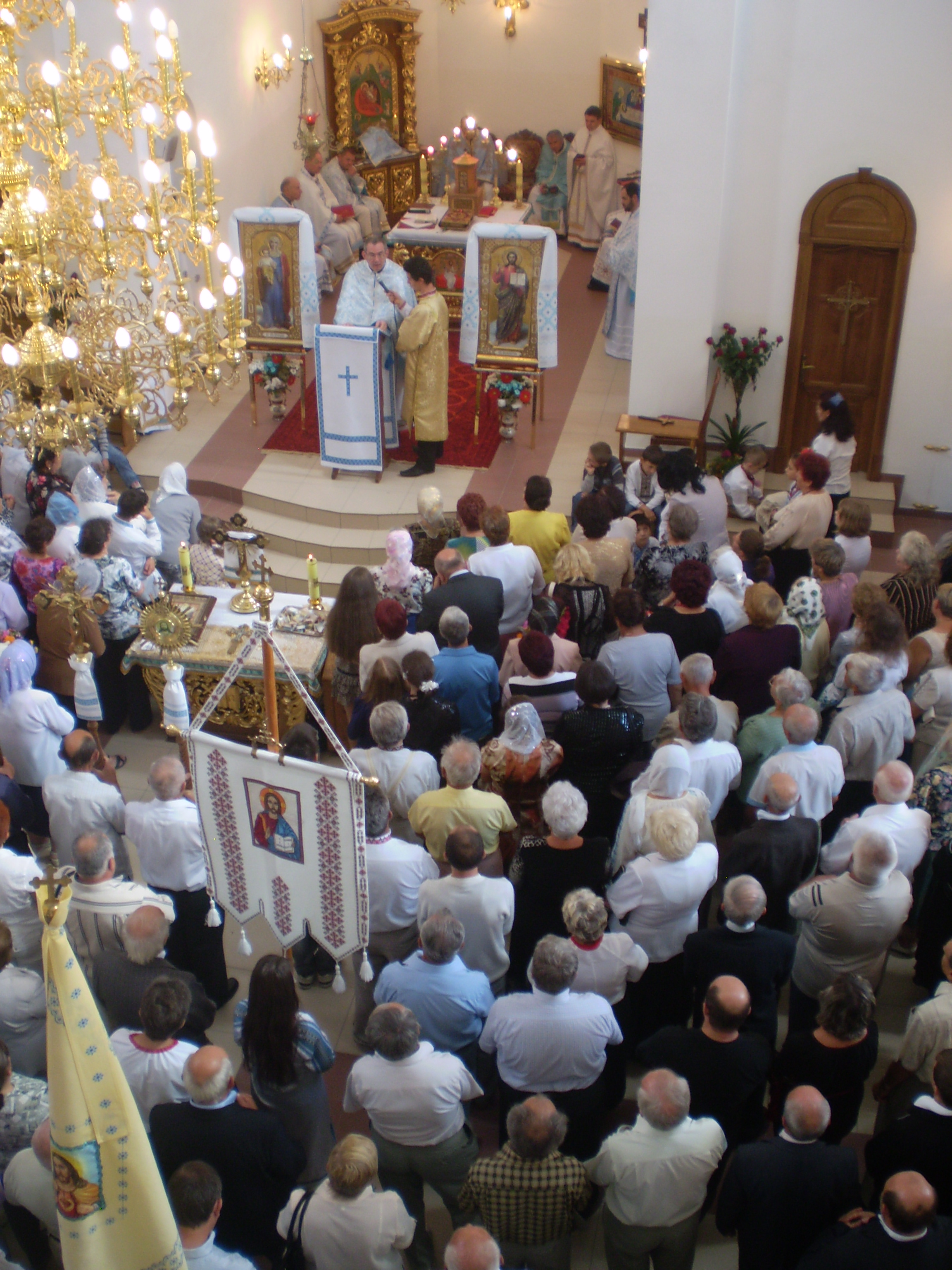
أوكرانيون من أتباع الكنيسة الأوكرانية الكاثوليكية يؤدون الصلوات.

وجدت دراسة قامت بها مركز بيو للأبحاث عام 2015 أنَّ حوالي 84% الأوكرانيين يؤمنون في الله، وحوالي 67% منهم يعتبرون للدين أهميَّة في حياتهم، وقد وجدت الدراسة التي قامت بها مركز بيو للأبحاث عام 2015 أنَّ حوالي 43% من الأوكرانيين الكاثوليك الشرقيين يُداومون على حضور القداس على الأقل مرة في الأسبوع بالمقارنة مع 12% الأوكرانيين الأرثوذكس، في حين أنَّ 56% من الأوكرانيين الكاثوليك الشرقيين يُداومون على الصلاة يوميًا بالمقارنة مع 28% من الأوكرانيين الأرثوذكس.
عمومًا يعتبر الكاثوليك أكثر تديًنا من الأرثوذكس في أوكرانيا؛ وقد وجدت الدراسة أيضًا أنَّ حوالي 76% من الأوكرانيين الكاثوليك يُداوم على طقس المناولة بالمقارنة مع 38% من الأوكرانيين الأرثوذكس، وحوالي 54% من الكاثوليك يصوم خلال فترات الصوم بالمقارنة مع 29% من الأرثوذكس. ويقدم حوالي 20% من الكاثوليك الصدقة أو العُشور بالمقارنة مع 7% من الأرثوذكس، ويقرأ حوالي 40% من الكاثوليك الكتاب المقدس على الأقل مرة في الشهر بالمقارنة مع 23% من الأرثوذكس، في حين يشارك 32% من الكاثوليك معتقداتهم مع الآخرين بالمقارنة مع 17% من الأرثوذكس. ويملك حوالي 94% من الكاثوليك أيقونات مقدسة في منازلهم بالمقارنة مع 91% من الأرثوذكس، ويضيء حوالي 81% من الكاثوليك الشموع في الكنيسة بالمقارنة مع 88% من الأرثوذكس، ويرتدي 74% من الكاثوليك الرموز المسيحيَّة بالمقارنة مع 66% من الأرثوذكس. عمومًا حوالي 97% و98% من مجمل الأوكرانيين الأرثوذكس والكاثوليك على التوالي حصلوا على سر المعمودية، ويقوم 82% من الأهالي الأوكرانيين الكاثوليك بالتردد مع أطفالهم للكنائس بالمقارنة مع 70% من الأرثوذكس، ويقوم 40% من الكاثوليك بإلحاق أولادهم في مؤسسات ومعاهد للتعليم الديني بالمقارنة مع 11% من الأرثوذكس، و67% من الكاثوليك بالمداومة على قراءة الكتاب المقدس والصلاة مع أولادهم بالمقارنة مع 35% من الأرثوذكس.

### الهوية

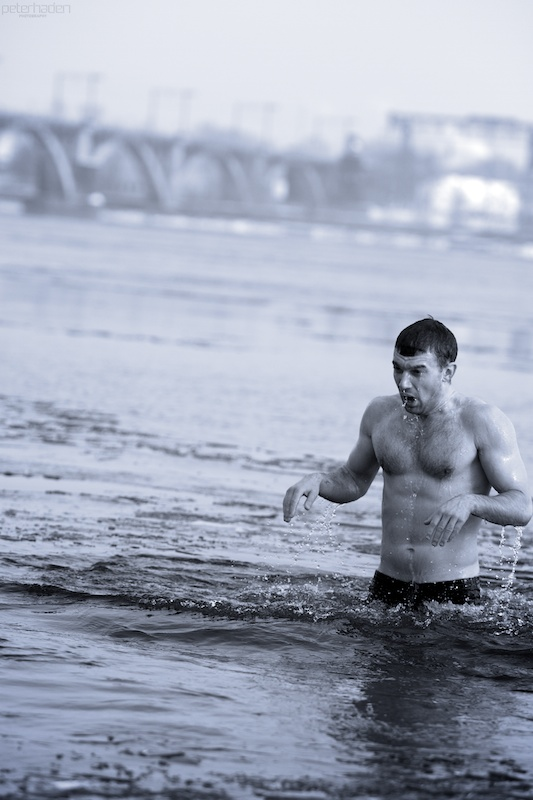
أوكراني أرثوذكسي يقوم بطقس الغطس كعلامة على التطهر خلال عيد الغطاس.

قال حوالي 51% من الأوكرانيين أن كون المرء مسيحيًا هو جزءًا «هامًا ومركزي» أو إلى «حد ما» من الهوية الوطنية. وينقسم الأوكرانيين الكاثوليك والأرثوذكس بين أولئك الذين يقولون أن جوهر هويتهم المسيحيَّة هي في المقام الأول مسألة دينيَّة (36%)، وأولئك الذين يقولون أن هويتهم المسيحيَّة مرتبطة أساسًا بالتقاليد العائلية أو الهوية الوطنية 40% و46% على التوالي، وأولئك الذين يقولون أنَّ هويتهم المسيحيَّة هي مزيج من الدين والتقاليد العائلية أو الهوية الوطنية 16% و12% على التوالي.
بحسب الدراسة قال حوالي 86% من الأوكرانيين الكاثوليك و82% من الأرثوذكس بأنَّ هويتهم المسيحيَّة هي مصدر فخر واعتزاز، في حين قال 59% من الأوكرانيين الكاثوليك أنَّ لديهم شعور قوي بالانتماء للمجتمع الكاثوليكي في العالم بالمقارنة مع 47% من الأوكرانيين الأرثوذكس ممن يقولون أنَّ لديهم شعور قوي بالانتماء للمجتمع الأرثوذكسي في العالم، وقال 100% من الأوكرانيين الكاثوليك و98% من الأوكرانيين الأرثوذكس أنَّه سيربي أبناه على الديانة المسيحيَّة.

### القضايا الاجتماعية والسياسية
يؤيد 38% من الأوكرانيين الأرثوذكس تصريح أنَّ «روسيا ملتزمة في حماية المسيحيين الأرثوذكس خارج حدودها»، ويرى حوالي 17% من الأوكرانيين الأرثوذكس أنَّ بطريركية موسكو هي أعلى سلطة دينية في العالم الأرثوذكسي، بالمقارنة مع 7% يرى أنَّ بطريركية القسطنطينية المسكونية هي أعلى سلطة دينية، ويرى 46% أن الكنيسة الأرثوذكسية الأوكرانية - بطريركية كييف هي أعلى سلطة دينيَّة. يرى حوالي 51% من الأوكرانيين أن الأرثوذكسية هي عامل أساسي في الهوية الوطنية. ويتفق 41% من الأوكرانيين الأرثوذكس مع تصريح «شعبي ليس كاملًا، لكن ثقافتنا متوفقة على الآخرين».
يقول 61% من الأوكرانيين أنَّ بين الكنيسة الكاثوليكية والأرثوذكسية هناك العديد من نقاط التشابع، ويؤيد 74% من الأوكرانيين الكاثوليك الوحدة بين الكنيسة الكاثوليكية والأرثوذكسية، بالمقارنة مع 34% من الأوكرانيين الأرثوذكس. ويقول 92% من الأوكرانيين الكاثوليك أنهم مستعدين لتقبل الأرثوذكس داخل عائلتهم، بالمقابل يقول 56% من الأوكرانيين الأرثوذكس بأنه مستعد لتقبل الكاثوليك داخل عائلتهم.
أمّا في العلاقة مع الأديان الأخرى يقول 65% من الأوكرانيين الكاثوليك أنهم غير مستعدين لتقبل المسلمين كأفراد داخل عائلتهم، بالمقابل يقول 48% من الأوكرانيين الأرثوذكس بأنه مستعد لتقبل المسلمين كأفراد داخل عائلتهم، ويقول 22% من الأوكرانيين الكاثوليك أنهم غير مستعدين لتقبل المسلمين كمواطنين، بالمقابل يقول 18% من الأوكرانيين الأرثوذكس بأنه مستعد لتقبل المسلمين كمواطنين، ويقول 48% من الأوكرانيين الكاثوليك أنهم غير مستعدين لتقبل اليهود داخل عائلتهم، بالمقابل يقول 29% من الأوكرانيين الأرثوذكس بأنه مستعد لتقبل اليهود داخل عائلتهم، ويقول 5% من الأوكرانيين الكاثوليك أنهم غير مستعدين لتقبل اليهود كمواطنين، بالمقابل يقول 4% من الأوكرانيين الأرثوذكس بأنه مستعد لتقبل اليهود كمواطنين.

## معرض الصور

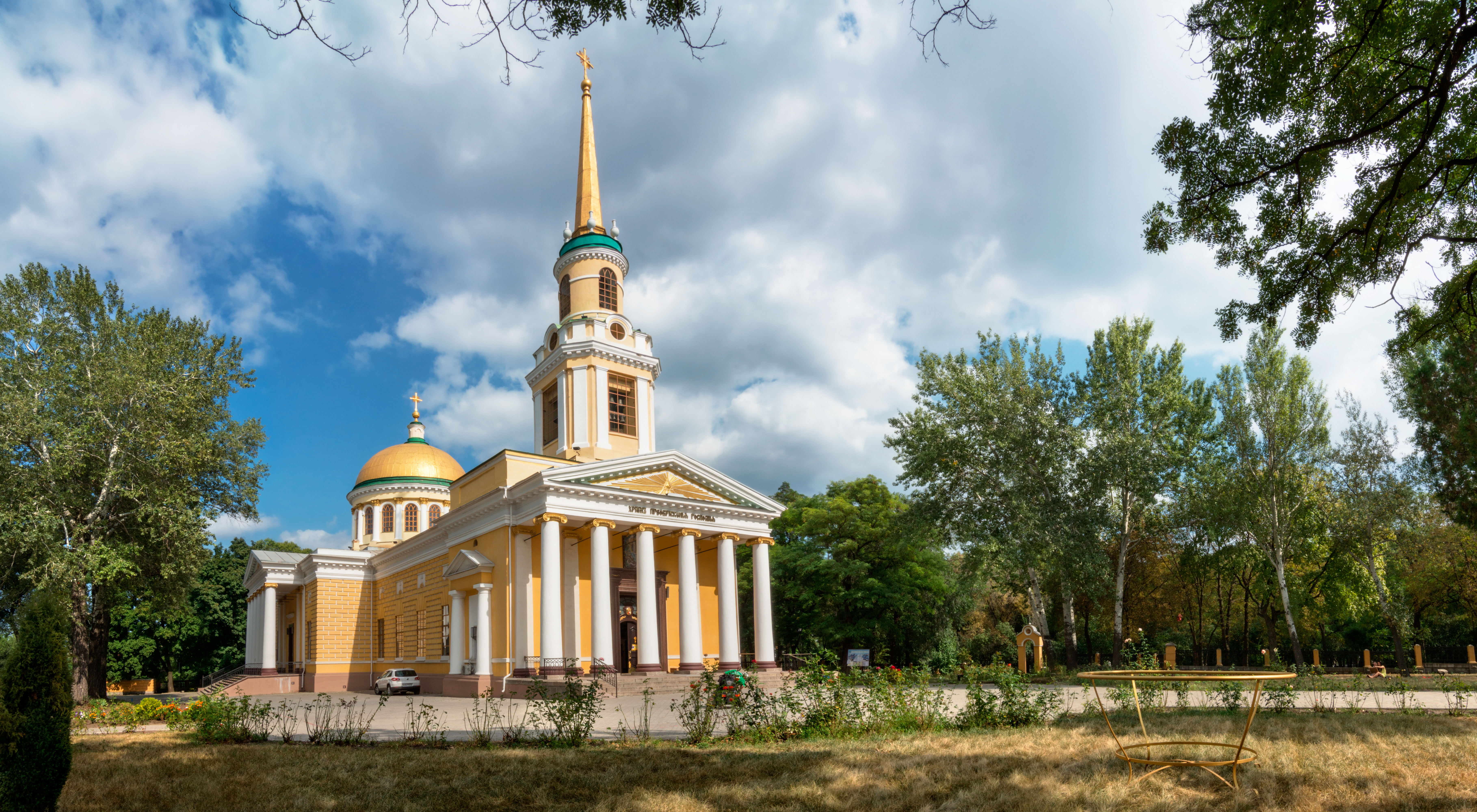
كنيسة التجلي في دنيبرو
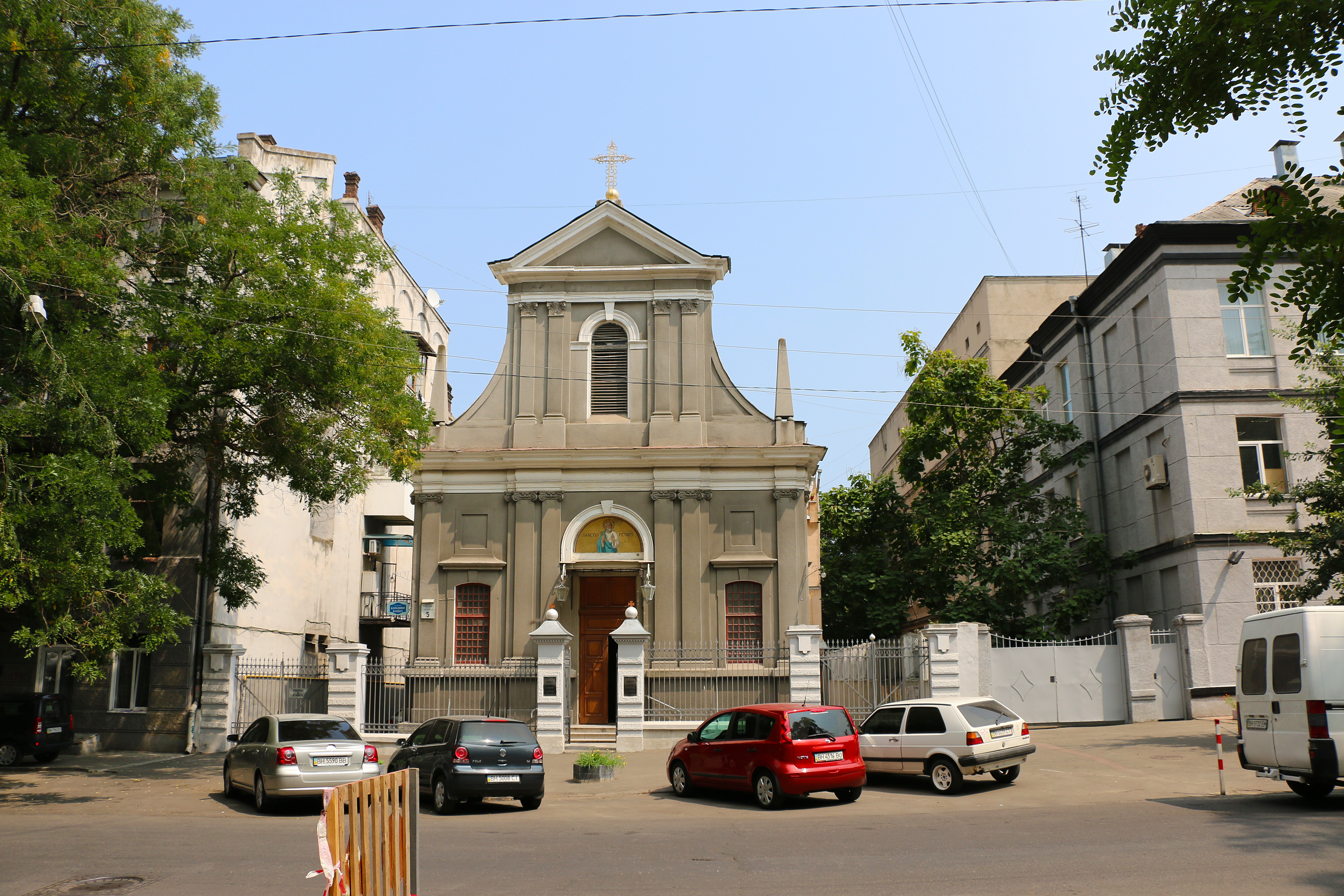
كنيسة القديس بطرس الرومانية الكاثوليكية في أوديسا
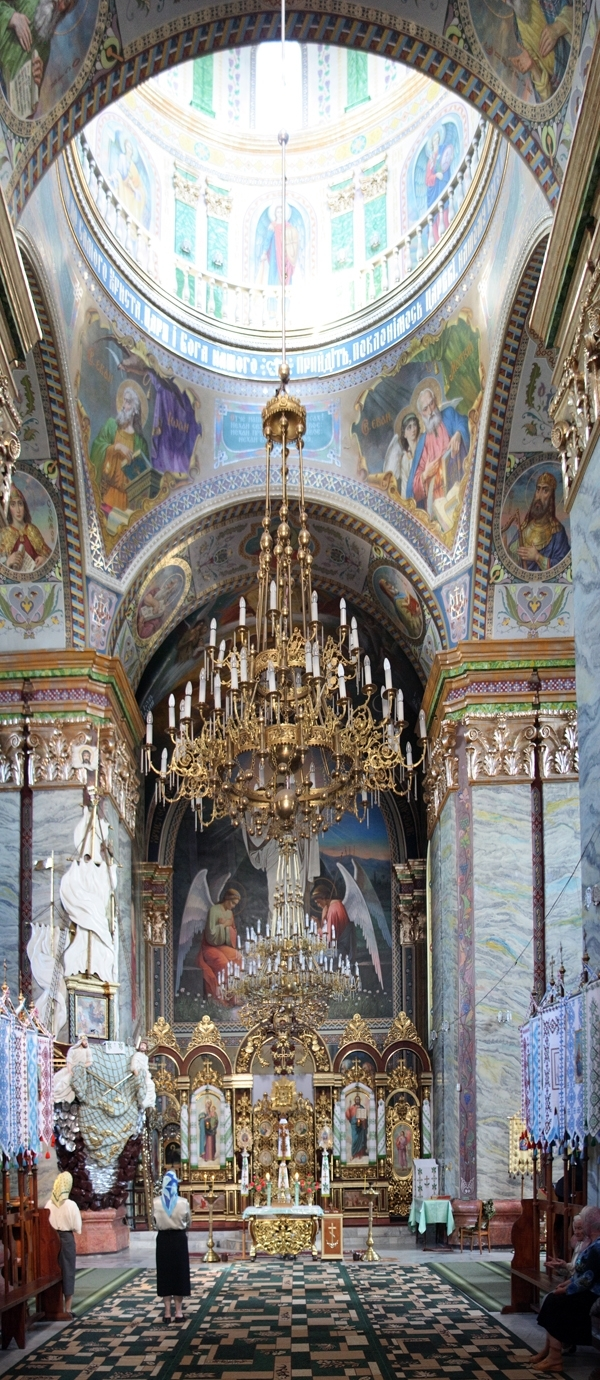
كنيسة القديس جورج الكاثوليكية الشرقية في شرفونوهراد
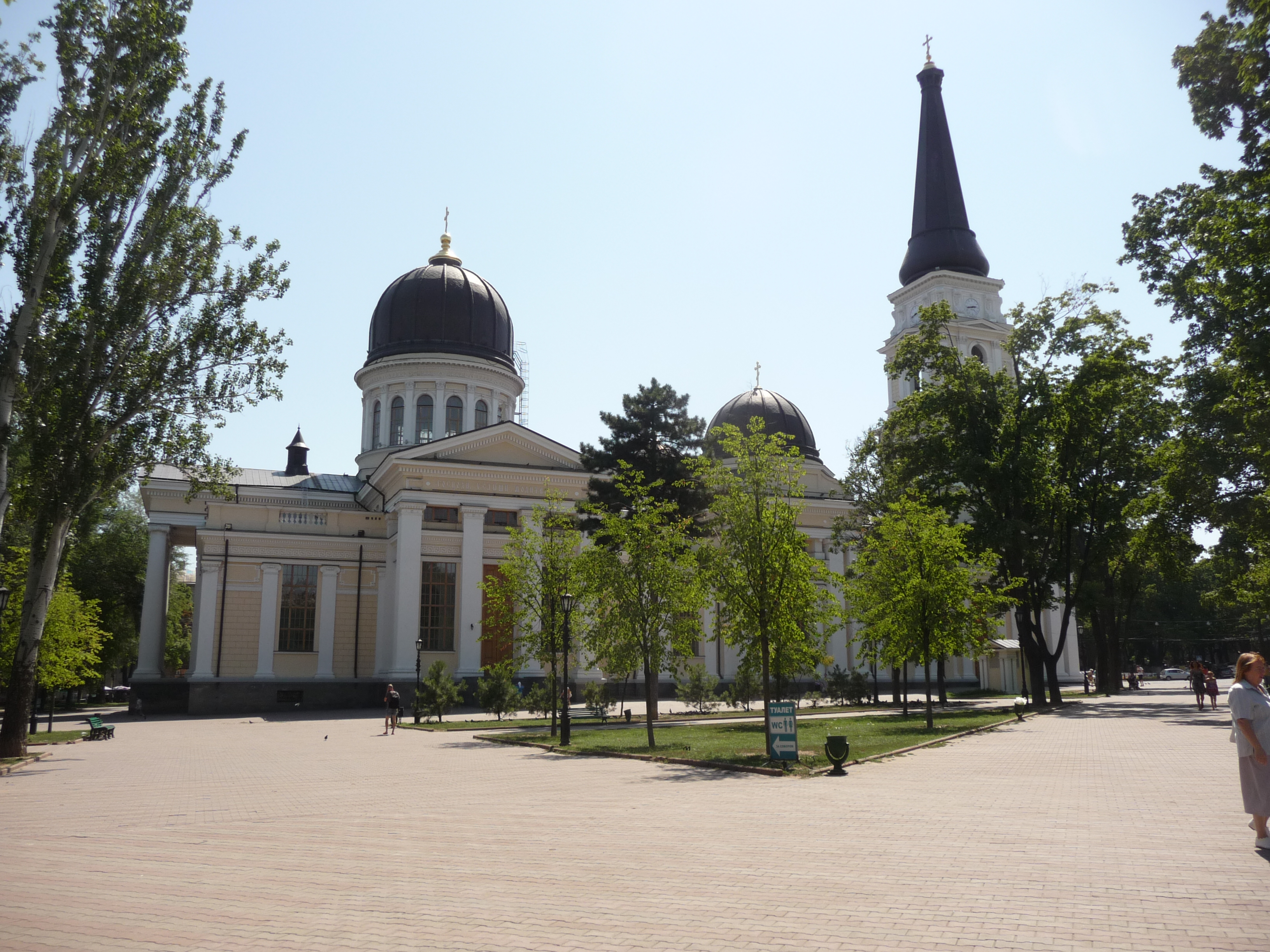
كنيسة التجلي الأرثوذكسيََة في أوديسا
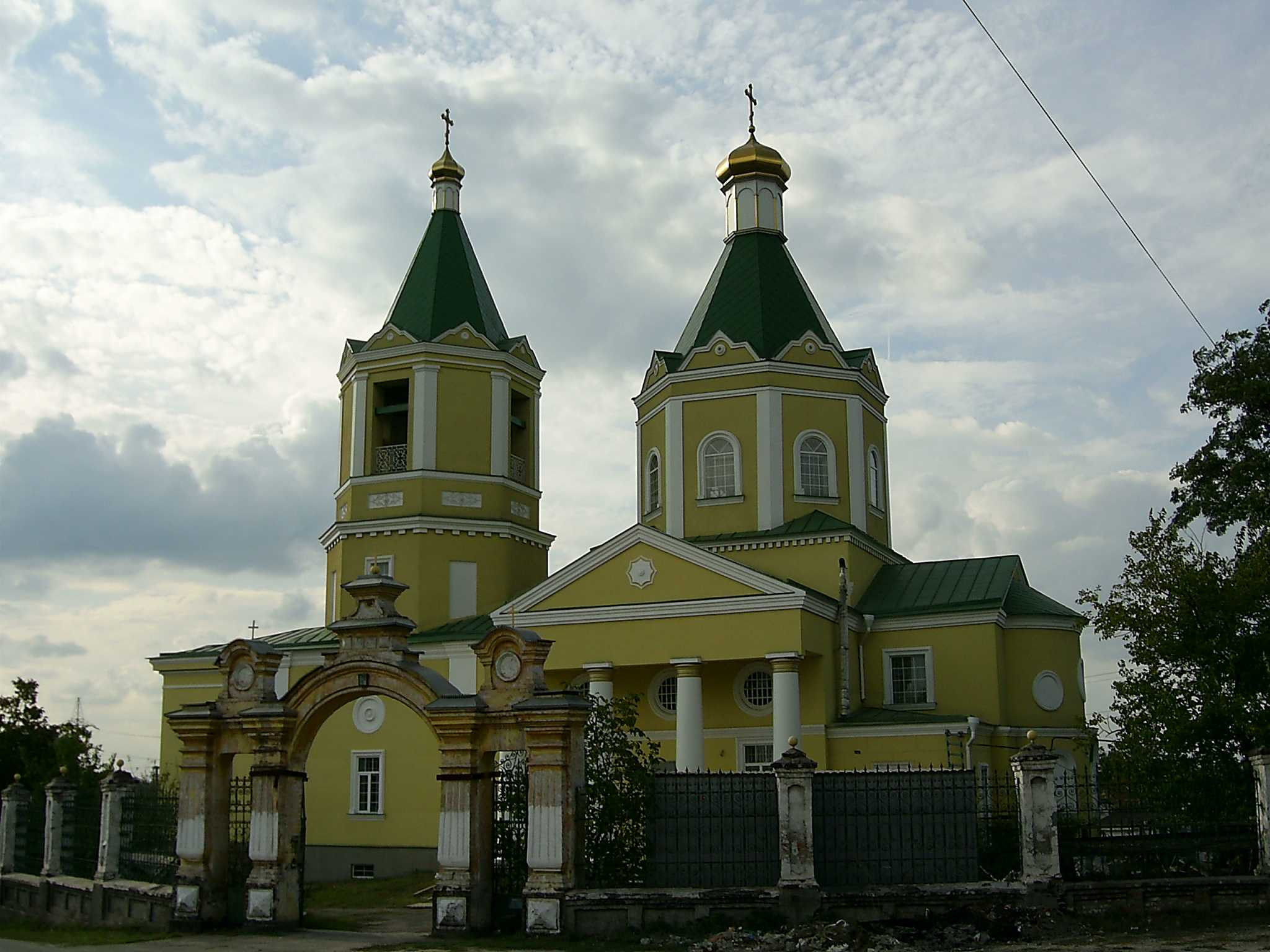
كنيسة القديس نيقولا الأرثوذكسيَّة في دنيبرو
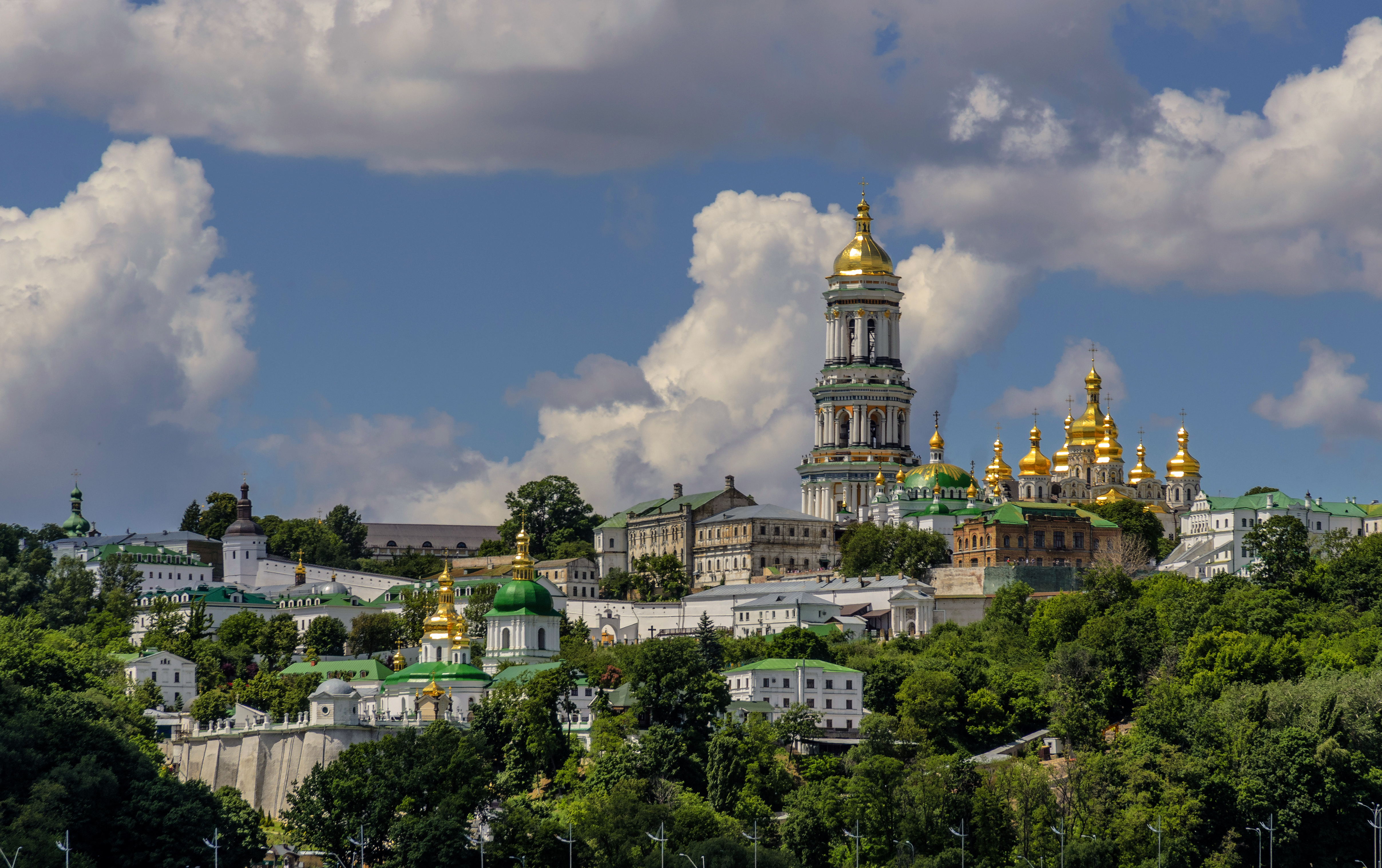
مقر البطريركية الأوركرانية في كييف
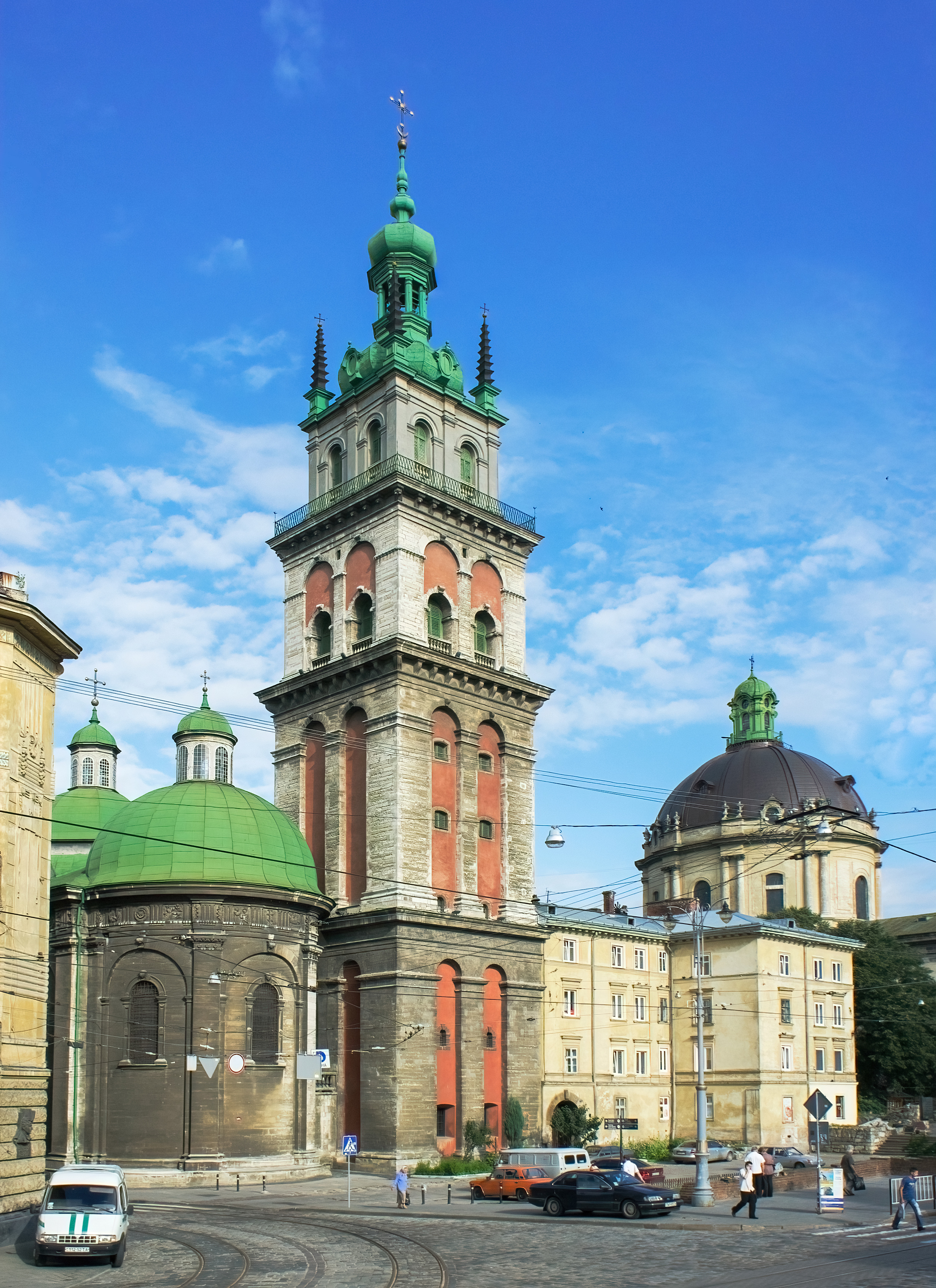
كاتدرائية الإنتقال الرومانية الكاثوليكية في لفيف
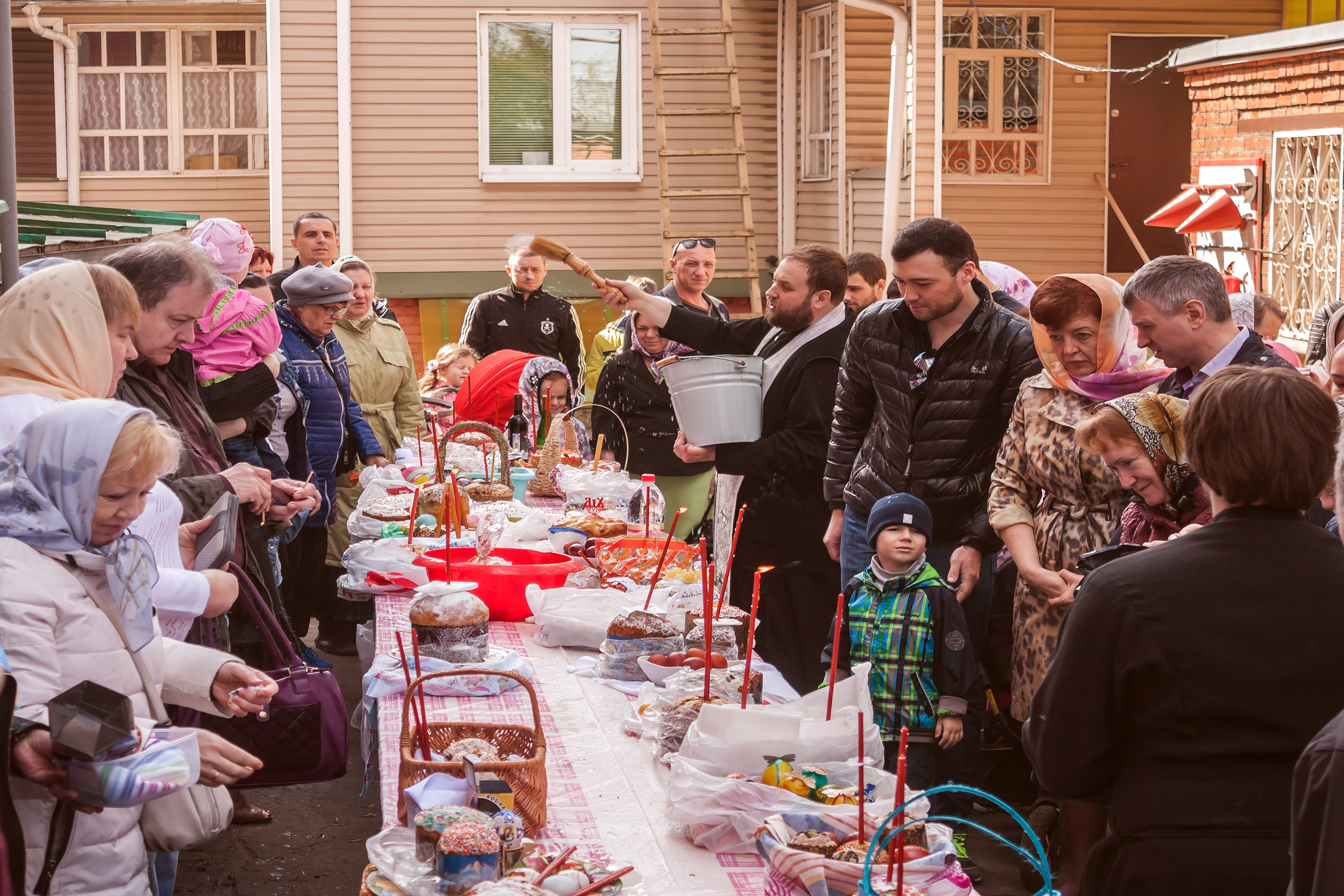
جانب من احتفالات عيد القيامة في بالاشيكا
داخل الكنيسة الأرمنيَّة في لفيف
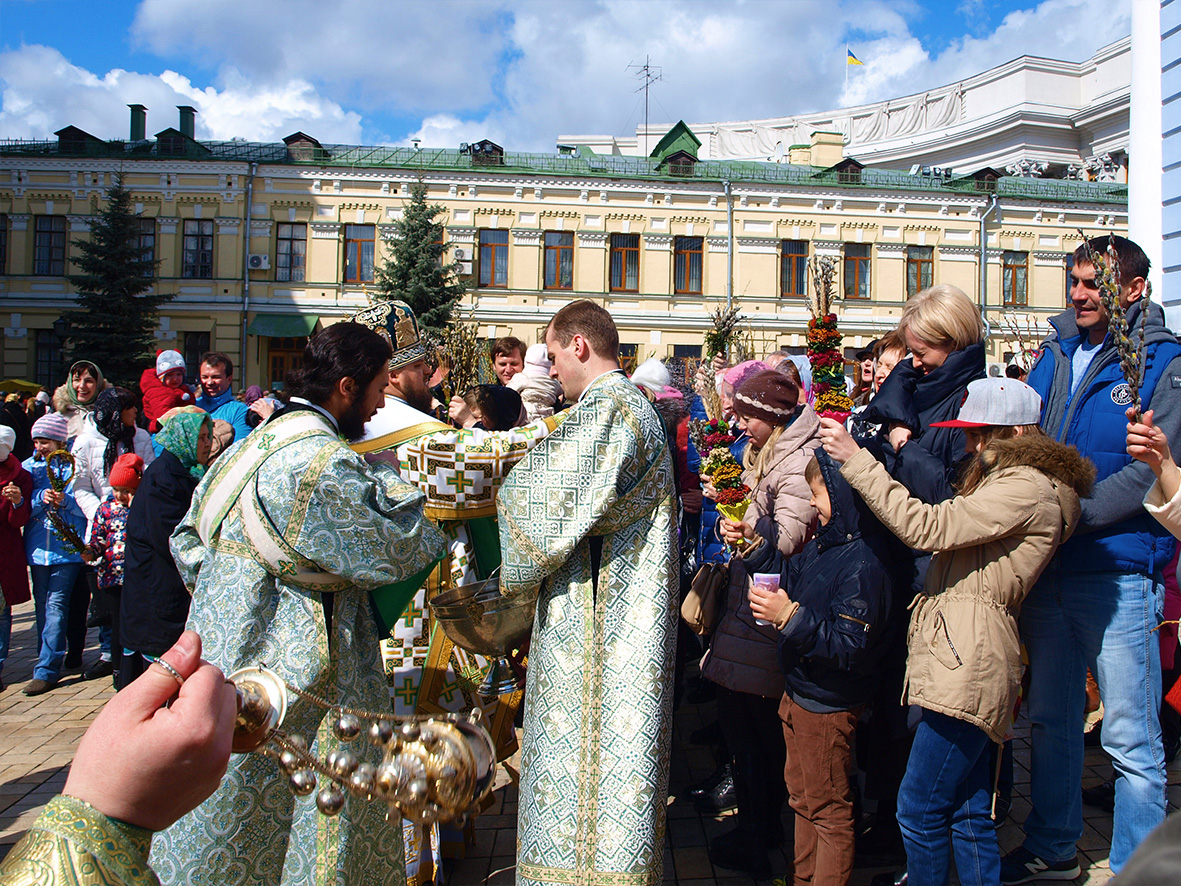
جانب من احتفالات أحد الشعانين في كييف
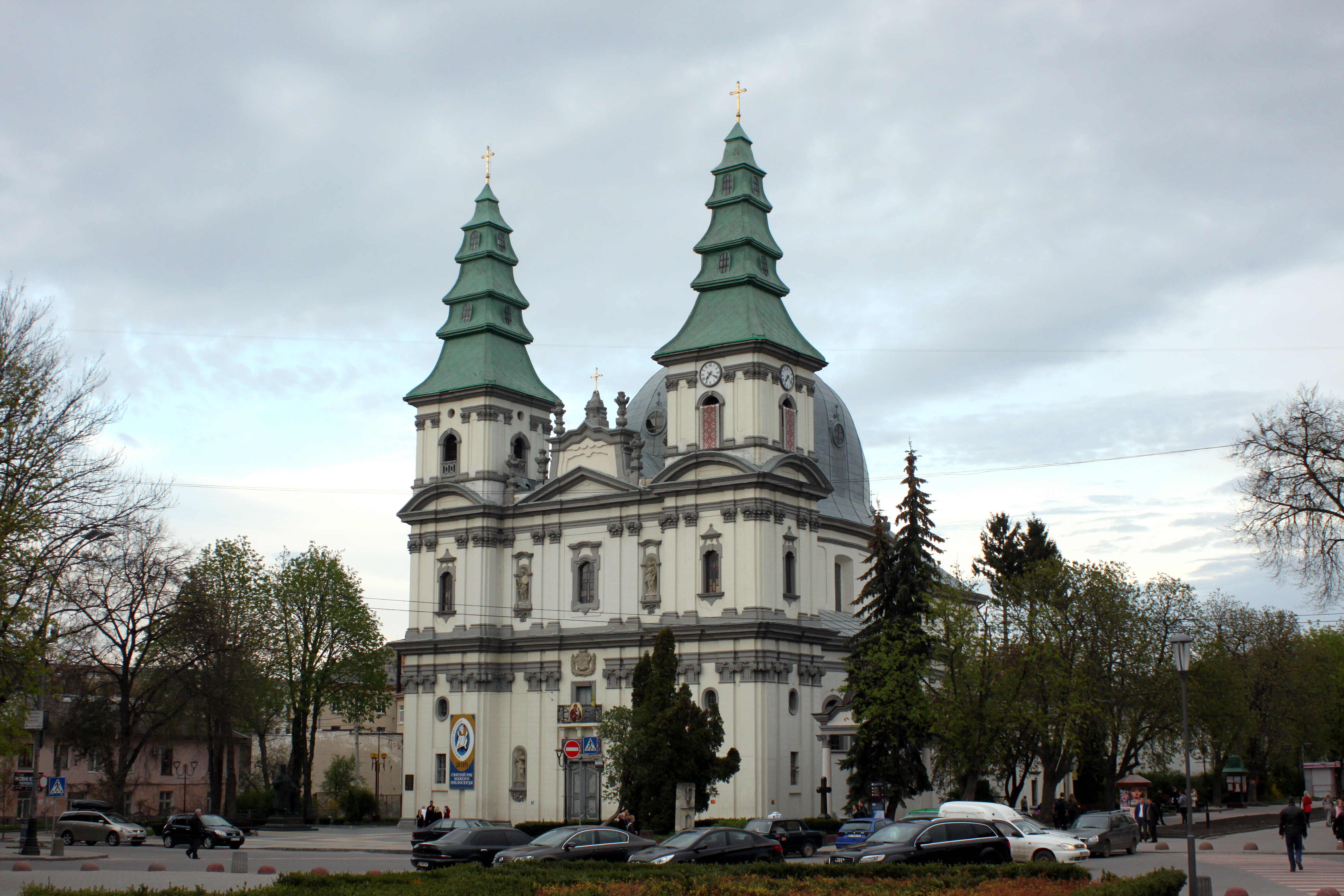
كنيسة الحبل بلا دنس في ترنوبل
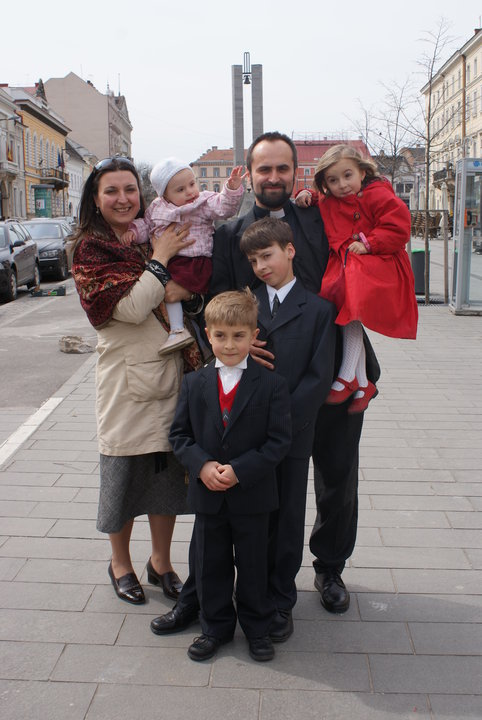
رجل دين كاثوليكي شرقي وزوجته وأطفاله
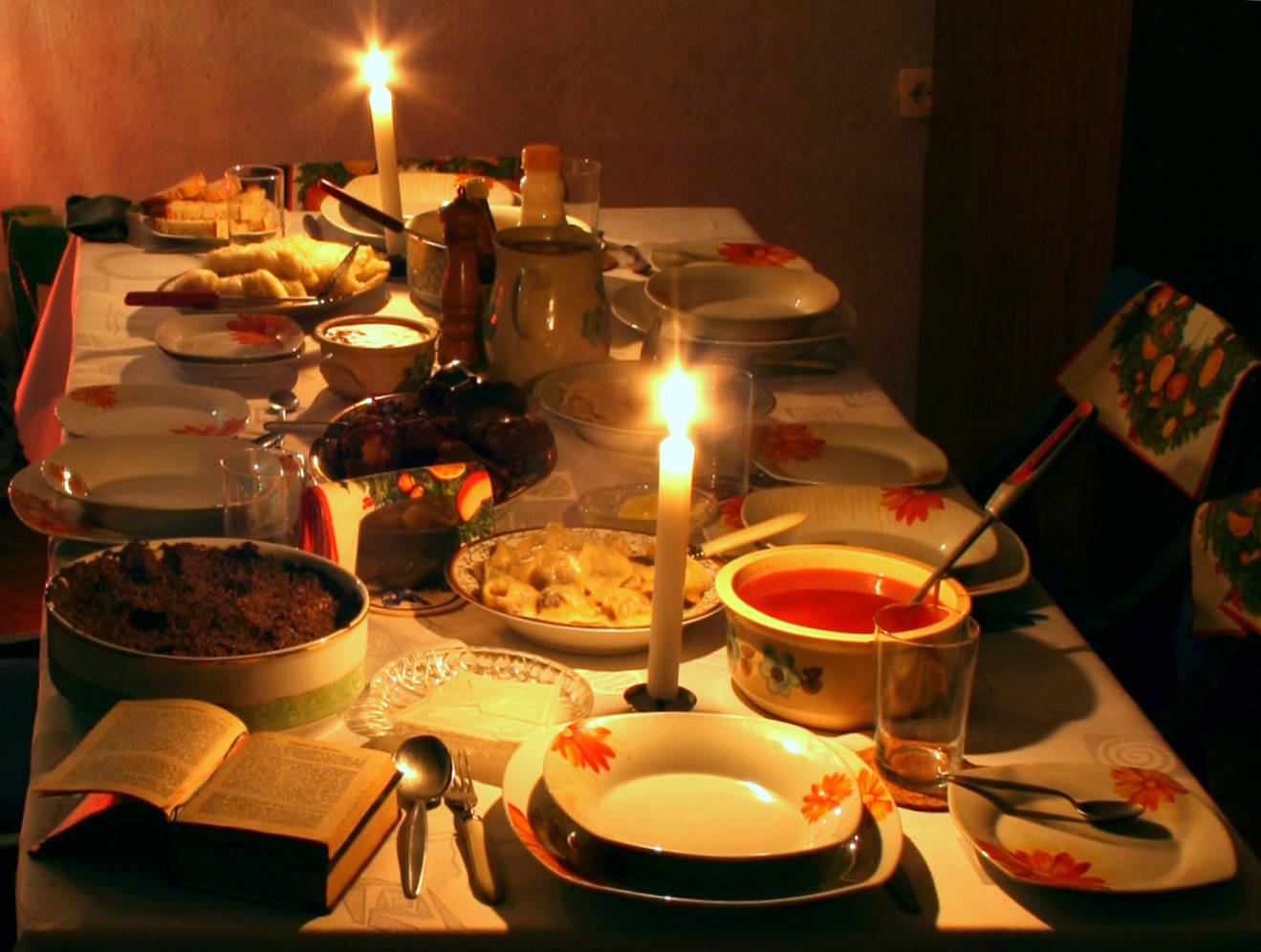
عشاء عيد الميلاد التقليدي في أوكرانيا
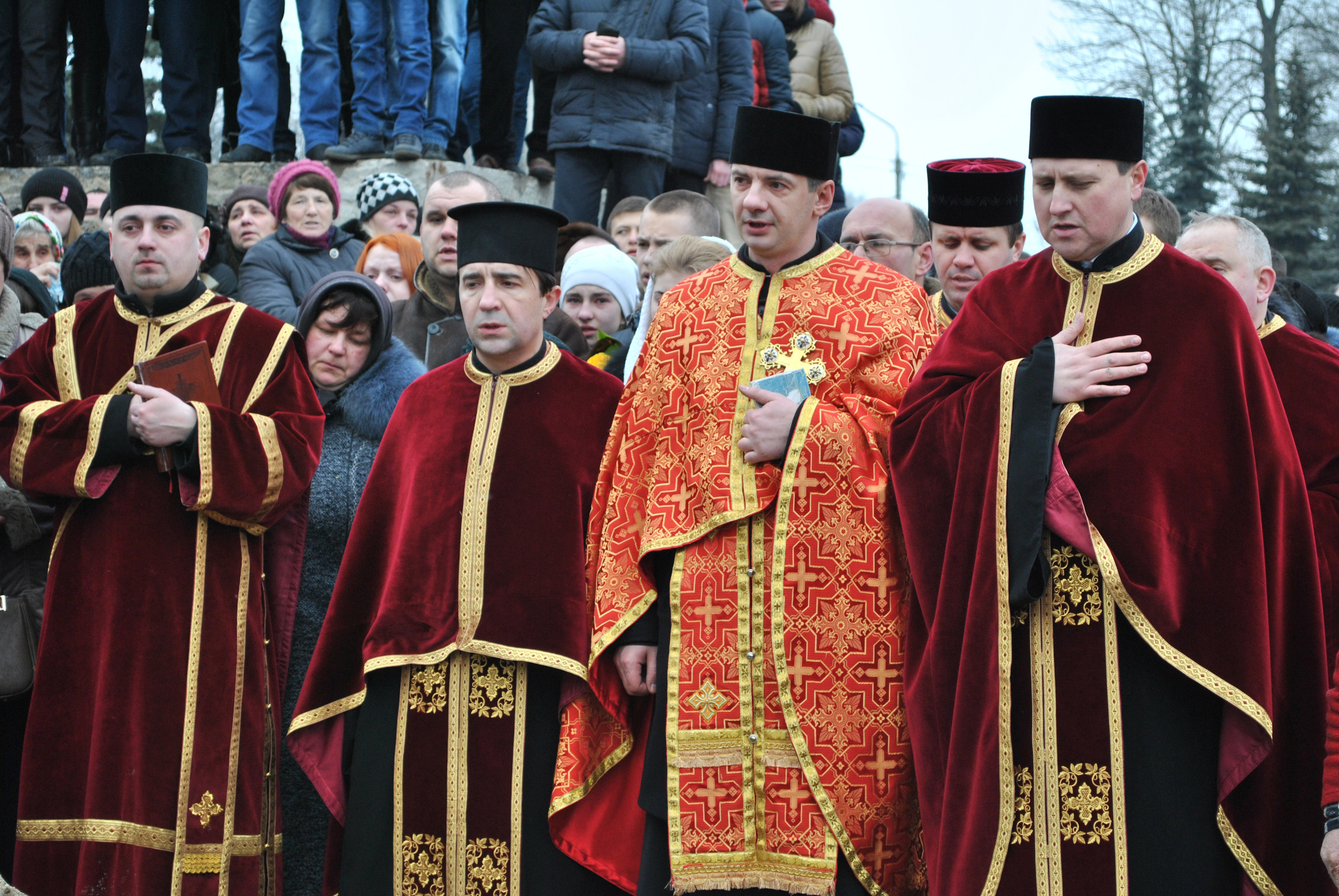
مراسيم جنازة مسيحية في ترنوبل